# Selinunte
Selinunte (in greco antico: Σελινοῦς?, Selinùs; in latino Selinus) era un'antica città siceliota situata sulla costa sud-occidentale della Sicilia, nell'odierna provincia di Trapani;   è il  parco archeologico più esteso d'Europa. I ruderi della città si trovano nel territorio del comune di Castelvetrano, nei pressi della foce del Belice.
Nel sito archeologico, sull'acropoli vi sono alcuni templi insieme ad altre costruzioni secondarie, mentre altri templi si trovano su una collina poco lontana. Le sculture trovate negli scavi di Selinunte si trovano soprattutto nel museo nazionale archeologico di Palermo; fa eccezione l'opera più famosa, l'Efebo di Selinunte, che oggi è esposto presso il museo civico di Castelvetrano.

## Storia
| Selinos: statere                                  | Selinos: statere |
| ------------------------------------------------- | ---------------- |
|                                                   |                  |
| Foglia di selinon. Alla base una testa di pantera | Quadrato incuso  |
| AG - 9,08 g                                       |                  |

Selinunte, chiamata dai greci Selinùs, deriva il suo nome da σέλινον (sélinon), il sedano che tuttora vi cresce selvatico, divenuto simbolo della monetazione della città. La città ebbe una vita breve (circa 240 anni). In questo periodo la sua popolazione crebbe fino a raggiungere i 100.000 abitanti. Lo stato in cui si presenta oggi la città non è dovuto solo alla sua distruzione ad opera dei Cartaginesi, ma anche a terremoti, a secoli di incuria e di gravi spoliazioni.
Selinunte, sottofondazione di Megara Hyblea, fu fondata nel 650 a.C. (Diodoro Siculo) lungo la costa del Mar Mediterraneo, tra le due valli del Belice e del Modione, su un luogo non interessato da precedenti insediamenti indigeni. Selinunte fondò a sua volta nel 570 a.C. Heraclea Minoa presso la foce del suo estremo confine meridionale, il fiume Platani. Raggiunse velocemente il suo massimo splendore nel VI e V secolo a.C.; la sua ricchezza era forse dovuta al dominio che esercitava su un vasto territorio. Selinunte è la colonia greca più occidentale della Sicilia, a diretto contatto con l'area occupata dai Cartaginesi; tutta la sua storia è condizionata da questa posizione di confine, fino al dissolvimento del problema con la conquista romana della Sicilia.

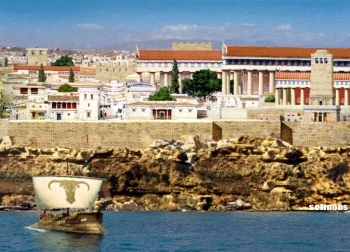
Ricostruzione della acropoli e dei suoi templi

Dapprima in buoni rapporti con i Cartaginesi, dopo la loro disfatta nella Battaglia di Imera (480 a.C.), Selinunte strinse alleanza con Siracusa, cui rimase fedele.
La sua politica di espansione territoriale verso Segesta causò diverse guerre: il primo scontro avvenne nel 580 a.C. dal quale Segesta uscì vittoriosa. Nel 415 a.C. Segesta chiese aiuto ad Atene perché intervenisse contro l'intraprendenza selinuntina supportata da Siracusa. Gli ateniesi presero come pretesto la richiesta di Segesta per intraprendere una grande spedizione in Sicilia attaccando per prima Siracusa alleata di Selinunte. Dalla battaglia di Siracusa, Atene ne uscí disastrosamente sconfitta. Segesta, indebolita dalla sconfitta ateniese, minacciata da Selinunte, chiese allora aiuto a Cartagine: nel 409 a.C. i Cartaginesi, sbarcati in Sicilia con un esercito di 5.800 uomini al comando del generale Annibale Magone colsero di sorpresa la città che cadde, dopo soli nove giorni di assedio, prima che potessero giungere i soccorsi da Siracusa e da Agrigento. Selinunte venne saccheggiata e distrutta, 16.000 cittadini selinuntini furono uccisi, 5.000 fatti schiavi, 2.600 riuscirono a fuggire ad Agrigento.
Ripopolata con i suoi profughi e con altre popolazioni che il fuoriuscito siracusano Ermocrate vi condusse, Selinunte fu ricostruita (comprese le mura) nella sola area dell'acropoli, divenendo per alcuni anni il quartier generale di Ermocrate dal quale partivano le sue azioni belliche contro le città puniche. Alla morte di questo, Selinunte perse definitivamente la sua importanza politica; venne rioccupata dai cartaginesi – occupazione confermata, del resto, in tutti i successivi trattati greco-cartaginesi – quindi da Pirro (276 a.C.), fino alla definitiva evacuazione della sua popolazione da parte dei Cartaginesi a Lilibeo durante la I Guerra Punica (250 a.C.), e all'assorbimento del suo territorio nei domini romani.
Selinunte non fu più riabitata: le foci intasate dei fiumi resero la zona malsana, dissuadendo così nuovi insediamenti. Si sa infatti che Selinunte era disabitata già alla fine del I secolo a.C. (Strabone). Successivamente la città fu interessata solo ancora in modo episodico da insediamenti, per altro molto modesti (e.g. nell'alto medioevo divenne dimora di eremiti e comunità religiose). Il colpo di grazia, infine, le fu inferto da un violentissimo terremoto che, in epoca bizantina (VI-IX secolo), ridusse i suoi monumenti a un cumulo di rovine. Un ultimo vano tentativo di farla rinascere fu fatto in epoca araba (IX-XI secolo) - il cronista Edrisi la chiama "Rahl'-al-Asnam" cioè "villaggio dei pilastri" - dopo di che di Selinunte si perse pure la memoria.
Reidentificata soltanto nel XVI secolo, per opera del teologo e archeologo Tommaso Fazello, religioso dell'Ordine dei predicatori. Lo studioso documentatore effettuò l'attenta rilettura dei testi di Erodoto, Diodoro Siculo, Eusebio, Tucidide, Empedocle, Diogene Laerzio, Strabone, Pausania, Tolomeo, Plinio. Dopo una prima ricognizione a Mazara del Vallo compiuta per la quaresima del 1549, approfondì ulteriormente gli studi sui libri di Diodoro e le gesta di Annibale Magone. Nell'ottobre del 1551, attraverso la descrizione dei particolari topografici, individuò ed identificò univocamente con la terra di Lipulci le rovine di Selinunte, distinguendole dalle architetture di Mazara e dagli immediati centri abitati del comprensorio nel raggio di decine miglia.
Nel 1779, nonostante un decreto di re Ferdinando III di Sicilia vietasse lo smantellamento delle sue rovine (usate dagli abitanti della zona come cave di pietra), le devastazioni proseguirono fino a quando il governo italiano non vi pose una custodia permanente. I primi saggi e scavi furono eseguiti nel 1809 da parte degli inglesi. Nel 1823, due architetti inglesi, Samuel Angell e William Harris, iniziarono a scavare a Selinunte nel corso del loro tour in Sicilia e si imbatterono in diversi frammenti delle metope dal tempio arcaico oggi chiamato come “Tempio C.” Benché le autorità borboniche avessero cercato di fermarli, costoro continuarono il loro lavoro e cercarono di spedire i loro reperti in Inghilterra, per il British Museum. Nell'ombra delle attività di Lord Elgin, le spedizioni di Angell e Harris furono bloccate e dirottate a Palermo dove da allora si conservano nel Museo archeologico.

### La popolazione di Selinunte
Selinunte viene detta da Diodoro (XIII, 44) città ricca e popolosa. Ciò è confermato dall'estensione del suo abitato, dalla vastità delle sue necropoli, e anche da alcune epigrafi. La cifra di 23.600 persone tramandataci a proposito della distruzione di Selinunte non sembra una cifra fantasiosa, eppure pone il problema della sua reale comprensione ed entità. Non è ben chiaro che cosa si intendesse per 23.600 persone, ossia se fossero solo cittadini maschi, oppure l'intera popolazione. Si tramanda che Ermocrate, dopo pochi mesi dalla distruzione di Selinunte, avesse messo su un esercito di 6.000 uomini – per quanto potesse averlo incrementato con altri fuoriusciti – quando i profughi sopravvissuti erano stati appena 2.600. Purtroppo il limite delle fonti antiche è dato proprio dal fatto che esse parlano generalmente di cittadini, e non di popolazione; come pure disattendono al rapporto fra territorio agricolo e area cittadina, rapporto per altro cangiante anche da zona a zona e da un'epoca all'altra. Per quanto possa essere verosimile che sotto il numero di 23.600 siano da intendersi "cittadini maschi adulti", qualsiasi valutazione sulla reale consistenza numerica della popolazione di una città greca antica non può che basarsi su congetture e stime grossolane.

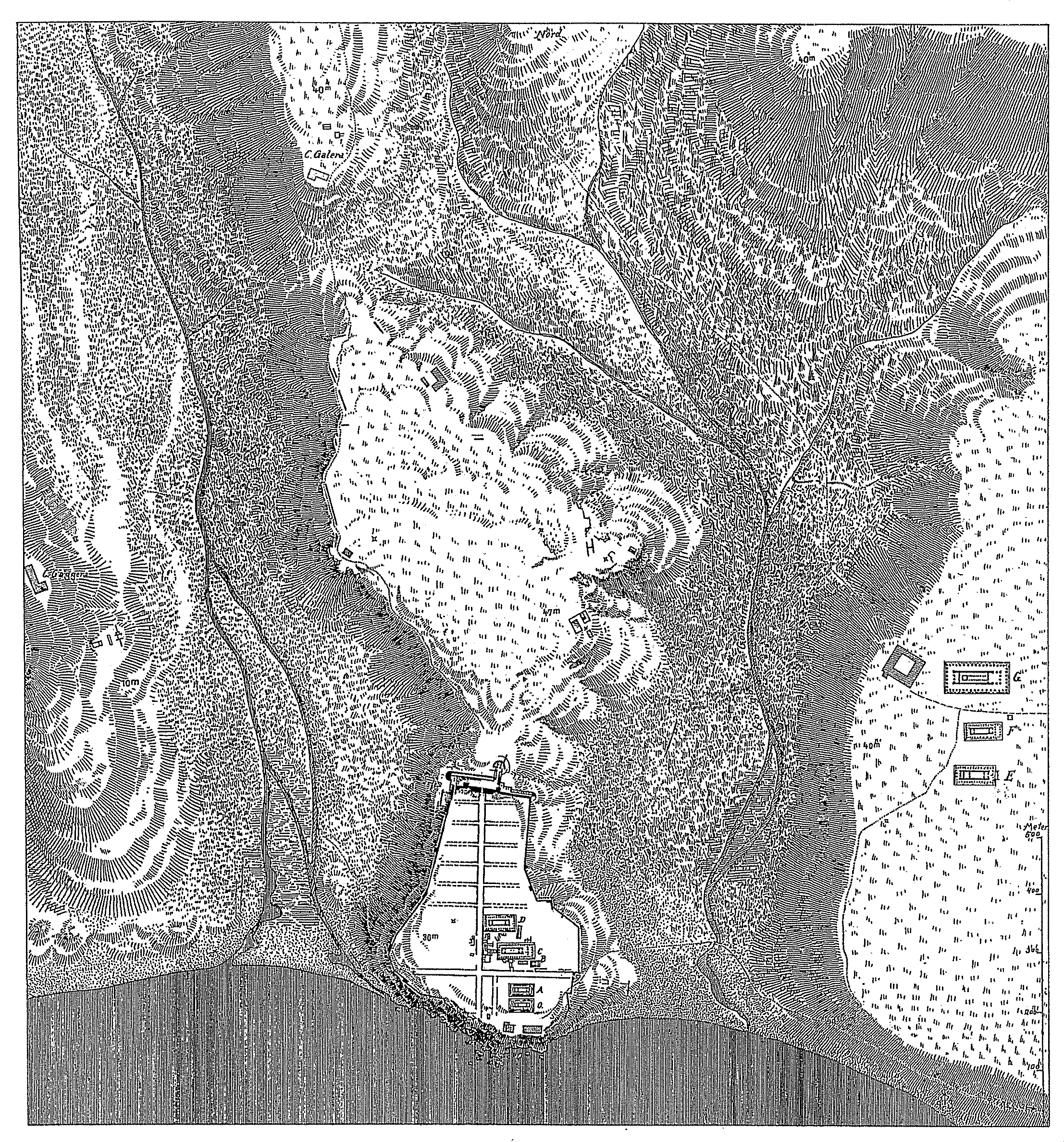
Topografia di Selinunte
(da R. Koldewey, 1899)

## Monetazione
È tra le prime città della Sicilia a coniare monete, datate intorno al 550-530 a.C., all'incirca nelle stesso periodo di Himera. Nelle prime coniazioni Selinunte, come Himera, usa la tecnica del quadrato incuso, tecnica caratteristica di monetazione greca arcaica. Al dritto è rappresentata la foglia di sedano, ("tipo parlante"); al rovescio vi è il quadrato incuso.
La monetazione subirà un'interruzione nel 480 a.C., in coincidenza della sconfitta dei cartaginesi, da loro appoggiati, nella battaglia di Imera. Le emissioni ripresero verso il 461 con lo stesso piede monetario di Siracusa, ossia un tetradramma dal peso di 17,40 g. Come tipi della nuova moneta adotterà al dritto la quadriga con Apollo e Artemide, al rovescio la personificazione del fiume Selinus nell'atto di fare un sacrificio.

## Topografia
La topografia della città si presenta piuttosto articolata. La città è in riva al mare, fra due fiumi (il Modione-Selino ad ovest, e il Cottone a est), posta sopra due alture unite da un istmo: la parte di città a sud ospita l'acropoli (caratterizzata dall'incrocio di due strade principali e da numerosi templi: A, B, C, D, O); quella a nord ospita l'abitato (di schema ippodameo) contemporaneo all'acropoli, e due necropoli (in località Galera-Bagliazzo e Manuzza). Altre importanti vestigia vi sono ai lati della città sulle alture oltre i fiumi: a est vi sono tre templi (E, F, G) e una necropoli (località Buffa) situata a nord dell'attuale villaggio Marinella; ad ovest vi sono gli insediamenti più antichi di Selinunte: il santuario della Malophòros e la necropoli arcaica (in località Pipio, Manicalunga, Timpone Nero). I due porti che la città aveva si trovano in corrispondenza delle foci dei fiumi.

## Il parco archeologico

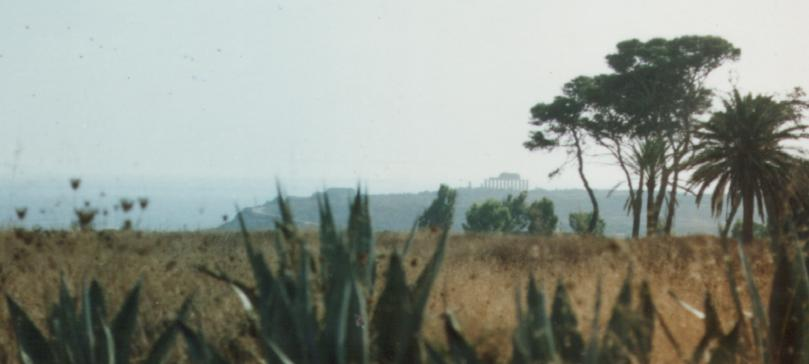
Veduta dell'acropoli di Selinunte dalla collina orientale

Il parco archeologico di Selinunte è stato istituito dalla Regione Siciliana nel 2013.
Ha un'estensione di circa 270 ettari ed è divisibile nelle seguenti aree:
- La collina Gàggera (a ovest, con il santuario della Malophòros)
- L'acropoli (al centro, con templi e fortificazioni)
- La collina Manuzza (a nord, con l'abitato antico)
- La collina orientale (ad est, con altri templi)
- Le necropoli.

Gli ingressi al parco sono due. Uno dal lato est dalla frazione di Marinella di Selinunte (collina orientale), e uno dal lato ovest dalla frazione di Triscina di Selinunte (santuario della Malophòros).

### L'acropoli

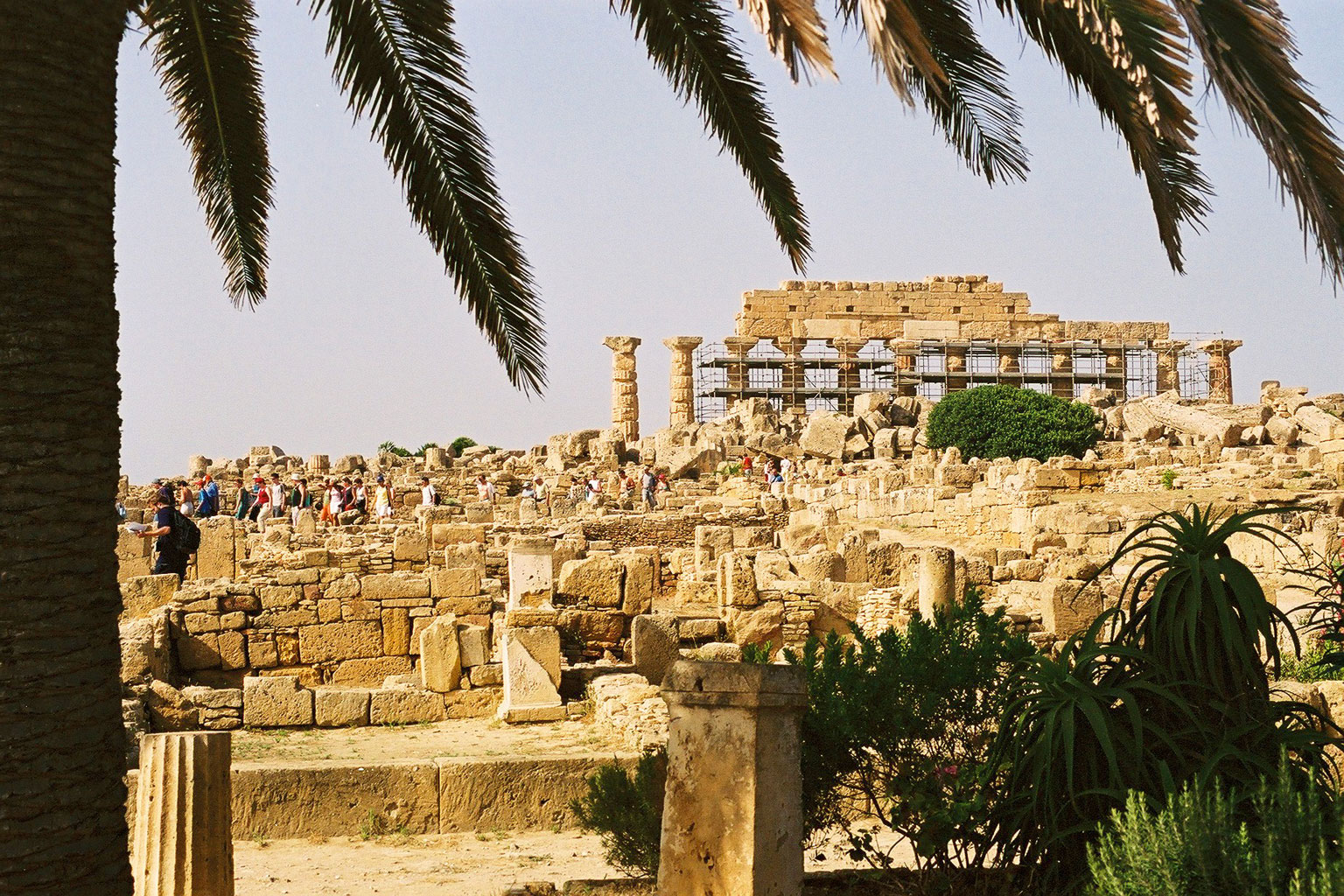
Acropoli di Selinunte: ruderi dei Templi O e A in primo piano e sullo sfondo fila di colonne del Tempio C

L'Acropoli è un altopiano calcareo che a sud è a strapiombo sul mare, mentre a Nord si restringe fino a m 140. L'insediamento, di forma grossomodo trapezoidale, fu ampliato verso nord alla fine del VI secolo a.C. con un formidabile muraglione a gradini (altezza m 11 circa), e circondato da mura – più volte restaurate e modificate – formate da cortine in blocchi squadrati con un riempimento di pietrame (emplècton), e scandite da 5 torri e 4 porte. A nord, l'acropoli presenta delle fortificazioni (vedi sotto) con contromuro e torri, databili all'inizio del IV secolo a.C.
Presso l'ingresso all'acropoli vi è la cosiddetta Torre di Polluce che fu costruita nel XVI secolo contro i corsari, sui resti di una torre o faro antico.

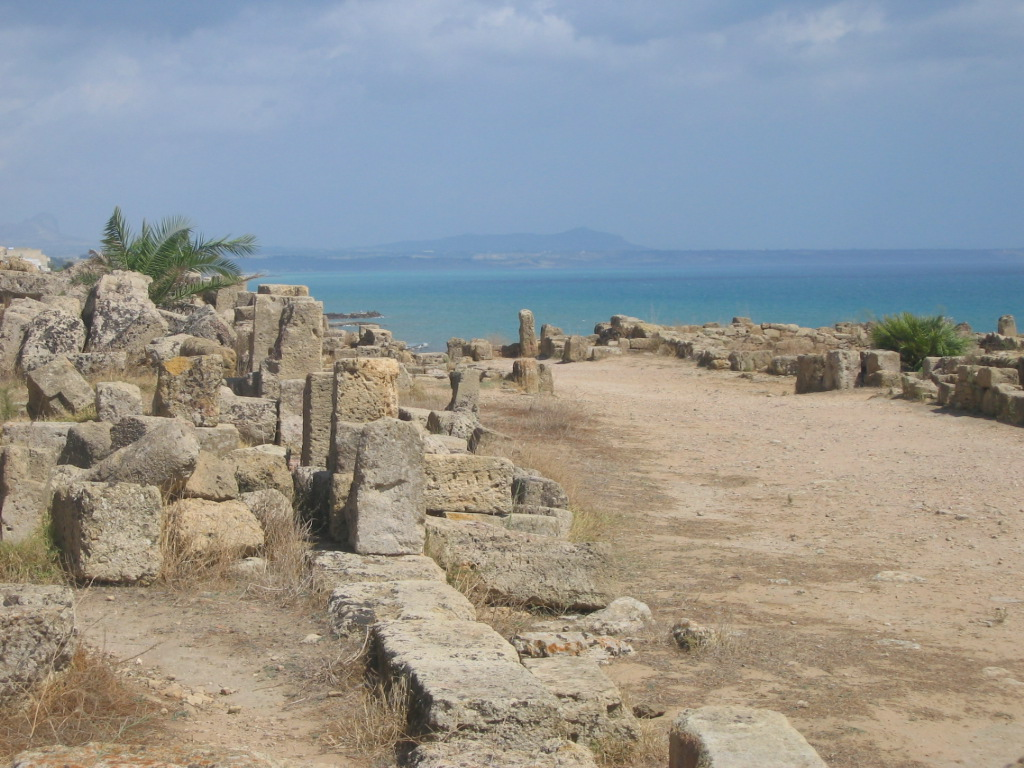
Strada sull'acropoli

L'impianto urbano è suddiviso in quartieri da due strade principali (larghezza m 9) che si incrociano ad angolo retto (quella nord-sud lunga m 425; quella est-ovest lunga m 338), intersecate a loro volta – ogni m 32 – da altre vie minori (larghezza m 5). Questa sistemazione urbanistica – che riproduce quella più antica – risale però al IV secolo a.C., cioè alla Selinunte punica.
Ai primi anni della colonia, invece, sono da attribuire diverse aree e piccoli santuari innalzati sull'acropoli, sostituiti circa cinquant'anni più tardi da templi più grandi e duraturi; il primo di essi sembra sia stato il cosiddetto mègaron nei pressi dei Templi B e C.
Ancora incerta resta la localizzazione dell'agorà (che invece altri studiosi ipotizzano che si trovasse a nord nell'area del centro abitato).
Davanti al Tempio O si è rinvenuta un'area sacrificale punica – posteriore alla conquista del 409 a.C. – caratterizzata da ambienti costruiti con muretti a secco, all'interno dei quali erano depositati vasi contenenti ceneri, e anfore a siluro di tipo cartaginese.
Sulla collina dell'acropoli sono stati rinvenuti i resti di numerosi templi di ordine dorico.

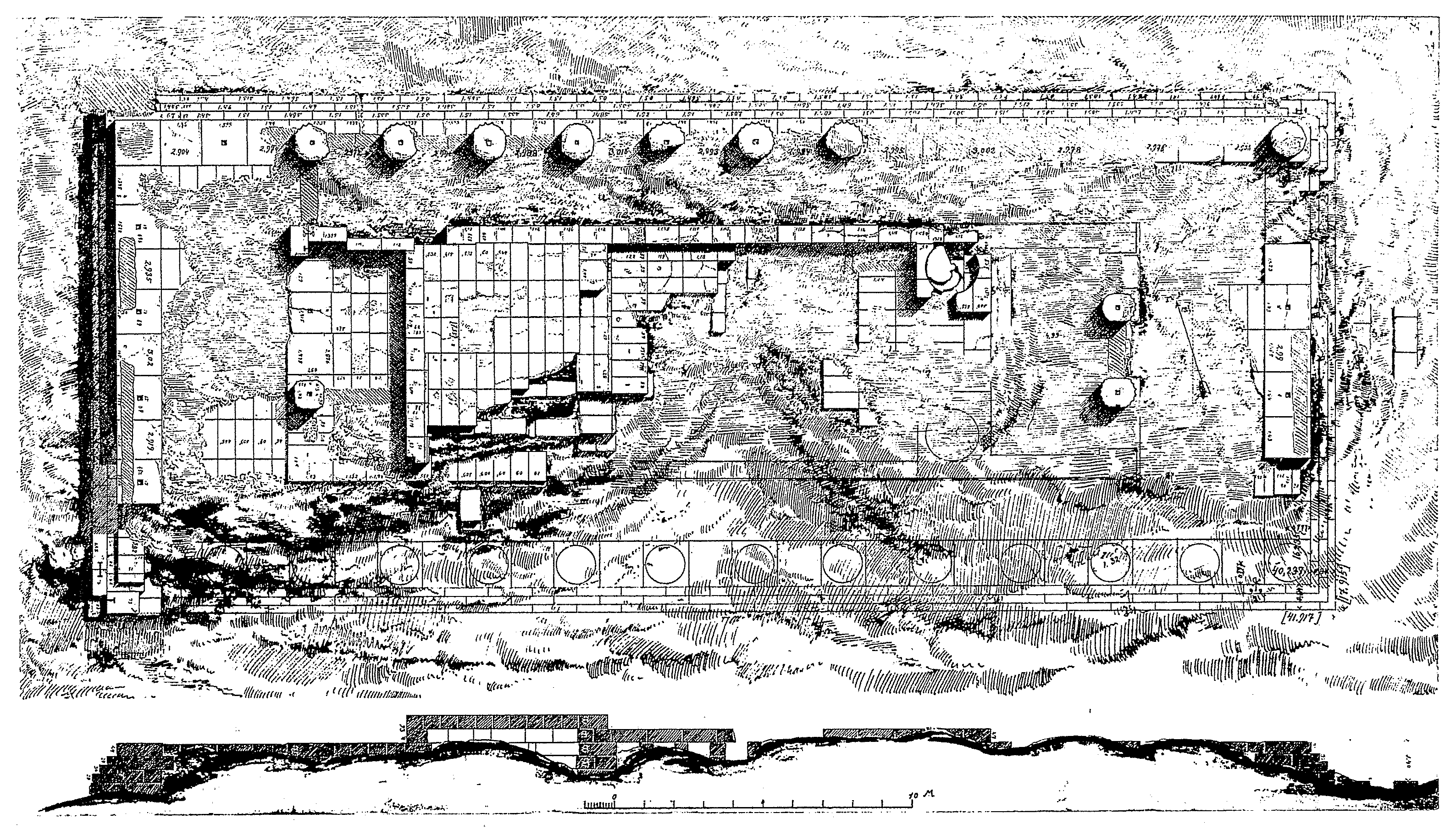
Pianta del Tempio A (da Koldewey, 1899)

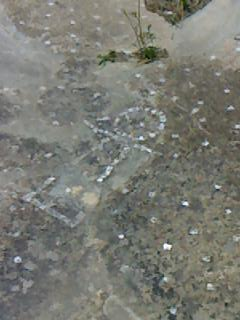
Tempio A: mosaico col simbolo di Tanit

- Il Tempio A e il Tempio O – di cui restano pochi avanzi: il basamento, qualche rocchio e l'ara – furono costruiti tra il 490 ed il 460 a.C., hanno una struttura pressoché identica tra loro, simile a quella del Tempio E sulla collina orientale. Presentano un peristilio (lunghezza m 40,20; larghezza m 16,20) di 6 x 14 colonne (altezza m 6,23). L'interno è caratterizzato da un pronao in antis, da una cella con adyton, e da un opistodomo in antis separato dalla cella; la cella era di un gradino più alta del pronao, e l'adyton era di un gradino più alto della cella. Nel muro tra pronao e cella del Tempio A vi erano due scale a chiocciola che portavano alla galleria (o piano) superiore. Il pronao del Tempio A ha un pavimento a mosaico dove sono rappresentati la figura simbolica della dea fenicia Tanit, un caduceo, il sole, una corona e una testa bovina: esso testimonia il riutilizzo dell'ambiente in epoca punica come luogo religioso o come abitazione. Il Tempio O era dedicato a Poseidone, piuttosto che non ad Atena (Moscati); il Tempio A ai Dioscuri, piuttosto che non ad Apollo (Moscati).

A 34 metri ad est del Tempio A vi sono i resti dell'ingresso monumentale all'area: si tratta di un propileo con pianta a forma di T, consistente in un corpo avanzato rettangolare (di m 13 x 5,60) con peristilio di 5 x 12 colonne, e in un altro corpo pure rettangolare (di m 6,78 x 7,25).
- Superata la strada est-ovest si entra nella seconda area sacra, posta a nord della precedente. Prima di giungere al Tempio C, a sud di esso, vi è un sacello (Mègaron) (lunghezza m 17,65; larghezza m 5,50), che risale al 580-570 a.C., avente la struttura arcaica del mègaron, forse destinato a conservare le offerte dei fedeli. Privo di pronao, ha l'entrata ad est che dà direttamente nella cella (al centro della quale vi sono due basi per le colonne lignee che sostenevano il tetto), racchiusa in fondo da un adyton quadrato, al quale venne aggiunto in epoca successiva un terzo ambiente. Il sacello era forse dedicato a Demetra Tesmofòros (Coarelli-Torelli).

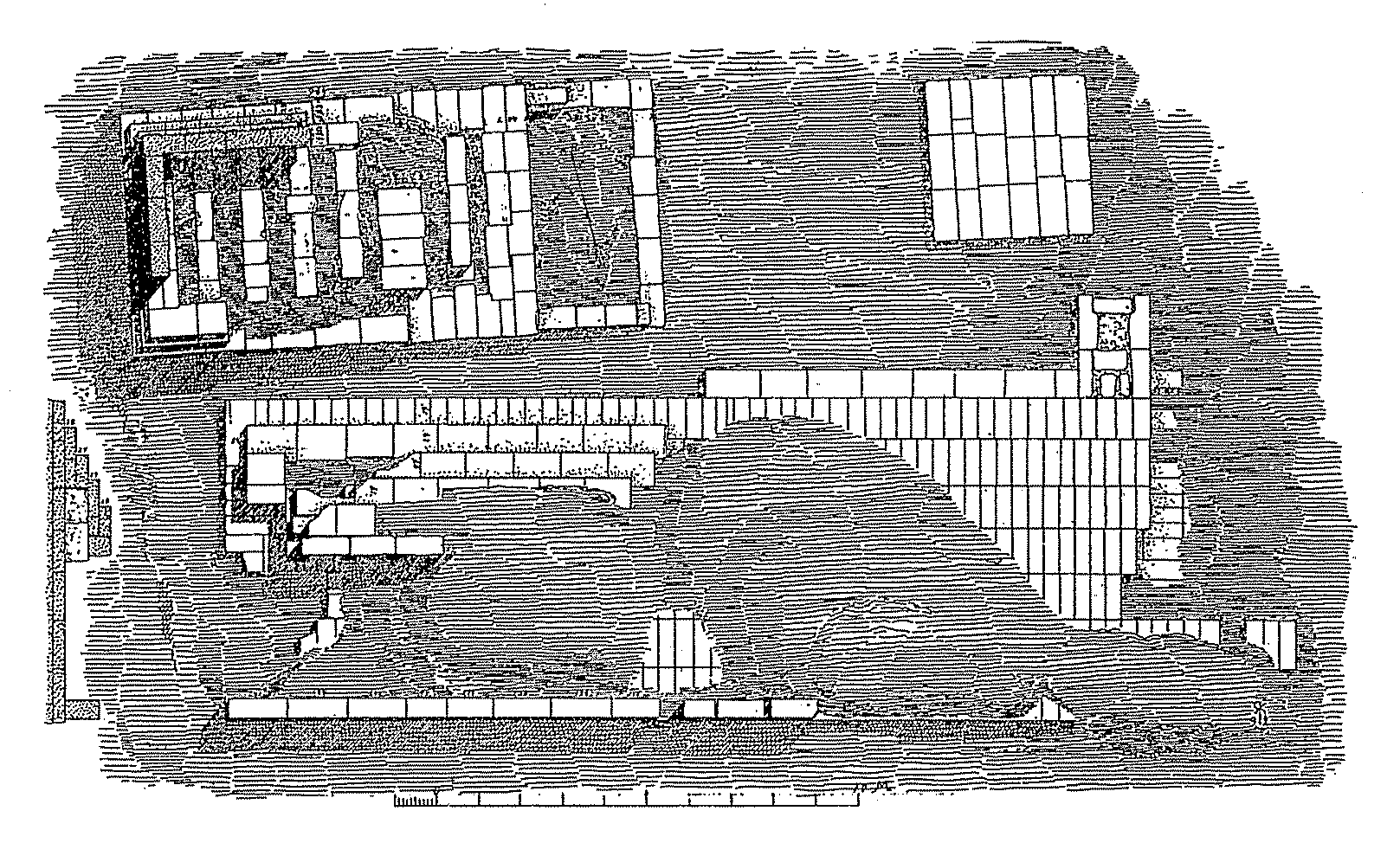
Pianta del Tempio B (in alto a sin.) con altare quadrato (da Koldewey, 1899)

- Alla sua destra vi è il Tempio B, di epoca ellenistica, piccolo (lunghezza m 8,40; larghezza m 4,60) e in cattive condizioni. Consisteva in un'edicola prostila di 4 colonne cui si accedeva per una scala di 9 gradini, con pronao e cella. Nel 1824 mostrava ancora chiare tracce degli intonaci policromi. Costruito probabilmente intorno al 250 a.C., poco tempo prima che Selinunte venisse definitivamente evacuata, rappresenta il solo edificio religioso che attesta la modesta rinascita della città dopo la sua distruzione. Oscura resta la sua destinazione: in passato si era creduto trattarsi dell'heroon (tempio sede di un culto eroico) di Empedocle, bonificatore delle paludi selinuntine[22], ipotesi non più sostenibile per la cronologia dell'edificio; oggi si pensa più ad un culto punico fortemente ellenizzato, come quelli di Demetra o di Asclepio-Eshmun.

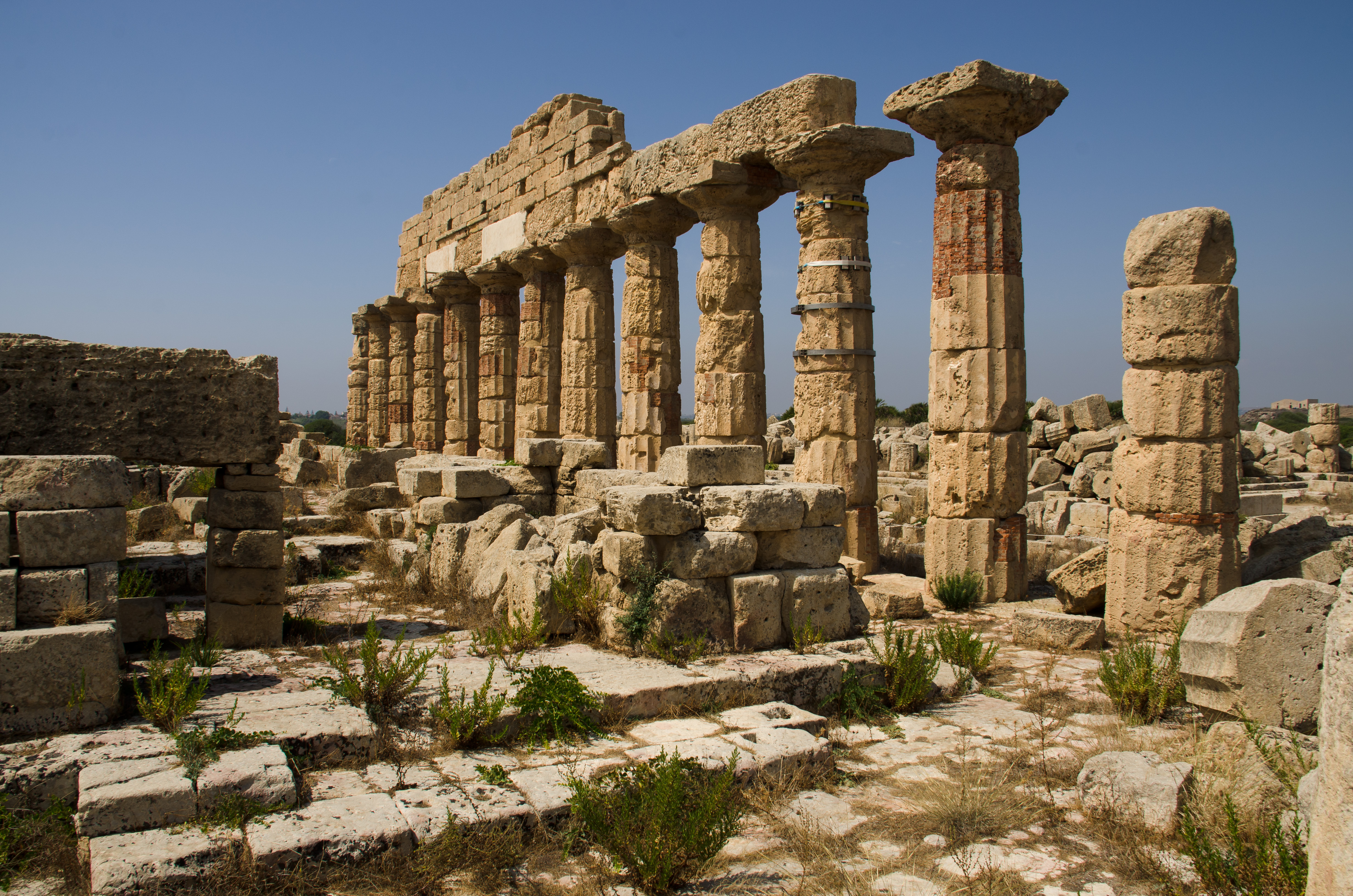
Tempio C

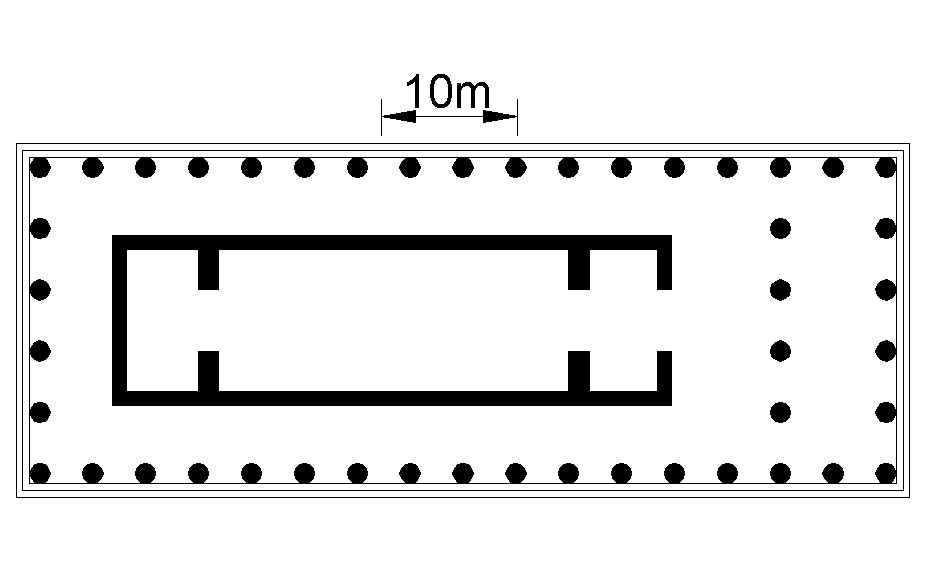
Pianta del Tempio C

- Il Tempio C è il più antico in quest'area, e risale al 550 a.C. Nel 1925-27 sono state ricomposte e rialzate sul lato N numerose colonne (per la precisione 14 colonne su 17) con parte della trabeazione. Presenta un peristilio (lunghezza m 63,70; larghezza m 24) di 6 x 17 colonne (altezza m 8,62). È caratterizzato a est dall'ingresso preceduto da una scalinata di 8 gradini, un vestibolo con una seconda fila di colonne, quindi il pronao, la cella e l'adyton collegati in un insieme stretto e lungo (carattere arcaico); ha sostanzialmente la stessa planimetria del Tempio F sulla collina orientale. Mostra in diversi elementi una certa inesperienza e lo sforzo di giungere alla perfezione tecnica del tempio dorico: per esempio le colonne sono tozze e massicce, alcune di esse sono ancora monolitiche, manca l'entasi (rigonfiamento della colonna), vi sono variazioni nel numero delle scanalature, oscillazioni nelle misure degli intercolumni, le colonne angolari hanno un diametro maggiore delle altre, ecc. Nel tempio sono stati rinvenuti: dalla decorazione della cornice alcuni frammenti di terrecotte policrome (rosso, bruno, porpora); dalla decorazione del frontone un gigantesco gorgoneion fittile (altezza m 2,50); dalla facciata tre metope che rappresentano: Perseo, alla presenza di Atena, in atto di decapitare Gorgone che stringe a sé Pegaso; Eracle, catturati i Cèrcopi (folletti-ladri), li porta via sospesi a una pertica a testa in giù; la quadriga di Apollo vista frontalmente (il dio era affiancato dalle figure di Elio e Selene: lacunose), che sono tutte al Museo Archeologico di Palermo. Il Tempio C – che probabilmente aveva anche una funzione di archivio: infatti vi furono ritrovati centinaia di sigilli – era dedicato ad Apollo (rinvenimento dell'iscrizione IG XIV, 269), piuttosto che non ad Eracle (Guido).

A est del Tempio C vi è il suo grande altare rettangolare (lunghezza m 20,40; larghezza m 8) di cui restano le fondazioni e qualche gradino, e poi l'area dell'Agorà ellenistica; poco oltre i resti delle case, la terrazza è limitata da un portico dorico (lunghezza m 57; larghezza m 2,80) che si affaccia su un imponente tratto del muro di sostegno dell'acropoli.

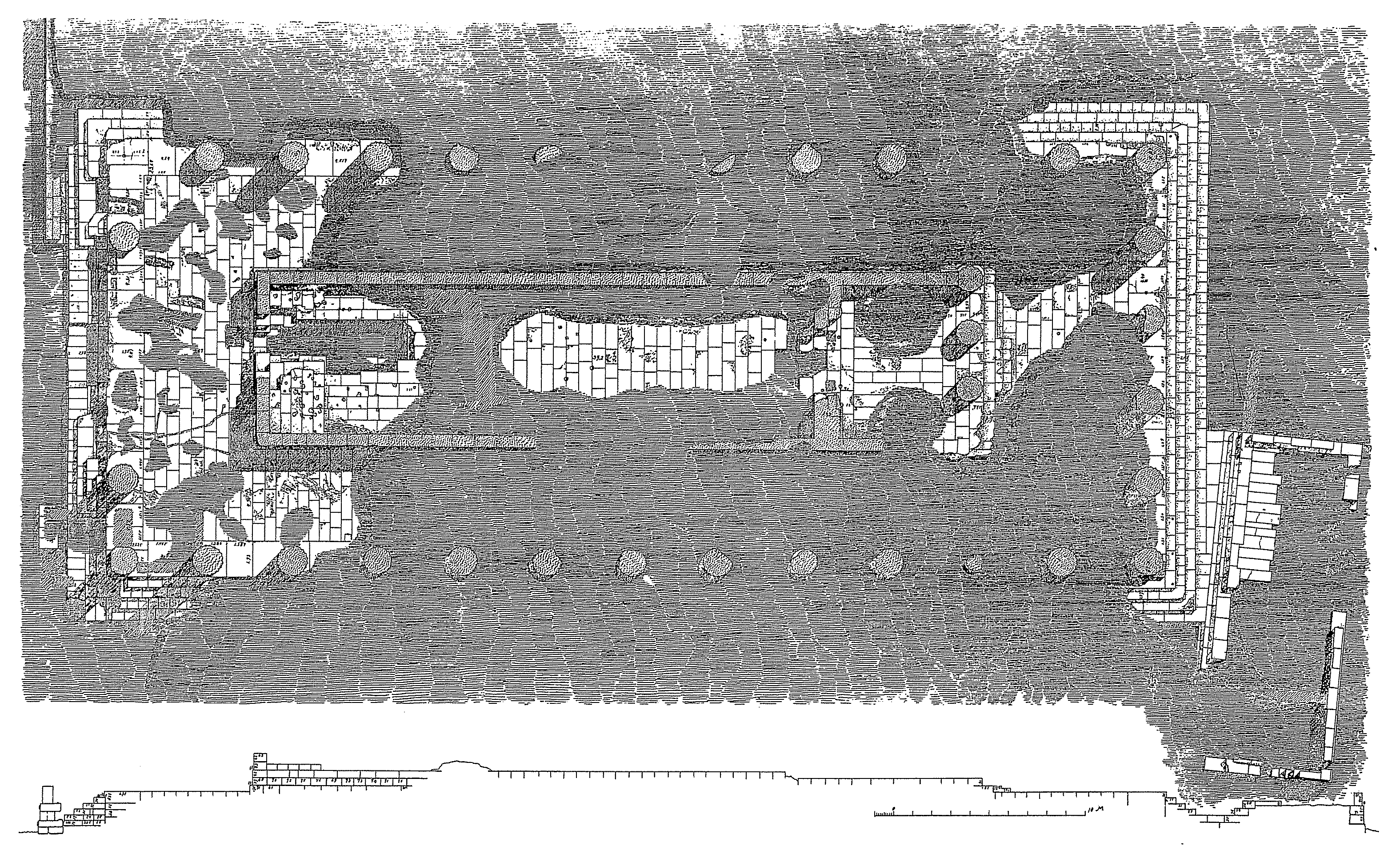
Pianta del Tempio D (da Koldewey, 1899)

- Segue il Tempio D, che si data al 540 a.C. e si affaccia col suo fronte ovest direttamente sulla strada nord-sud. Presenta un peristilio (lunghezza m 56; larghezza m 24) di 6 x 13 colonne (altezza m 7,51). È caratterizzato da un pronao in antis, una cella allungata conclusa con l'adyton. È più progredito del Tempio C (le colonne sono lievemente inclinate, più slanciate e con èntasis; il vestibolo è sostituito da un pronao distilo in antis), ma mostra ancora incertezza nelle misure tra gli intercolumni e nei diametri delle colonne, come pure nel numero delle scanalature. Come già il Tempio C, mostra nel pavimento del peristilio e della cella molte cavità circolari o quadrate di cui si ignora la funzione. Il Tempio D era dedicato ad Atena (come attesterebbe l'iscrizione dedicatoria IG XIV, 269), piuttosto che non ad Afrodite. Il grande altare esterno, non in asse col tempio ma posto obliquamente presso il suo angolo sud-ovest, fa supporre che l'attuale Tempio D occupi il luogo di uno precedente.

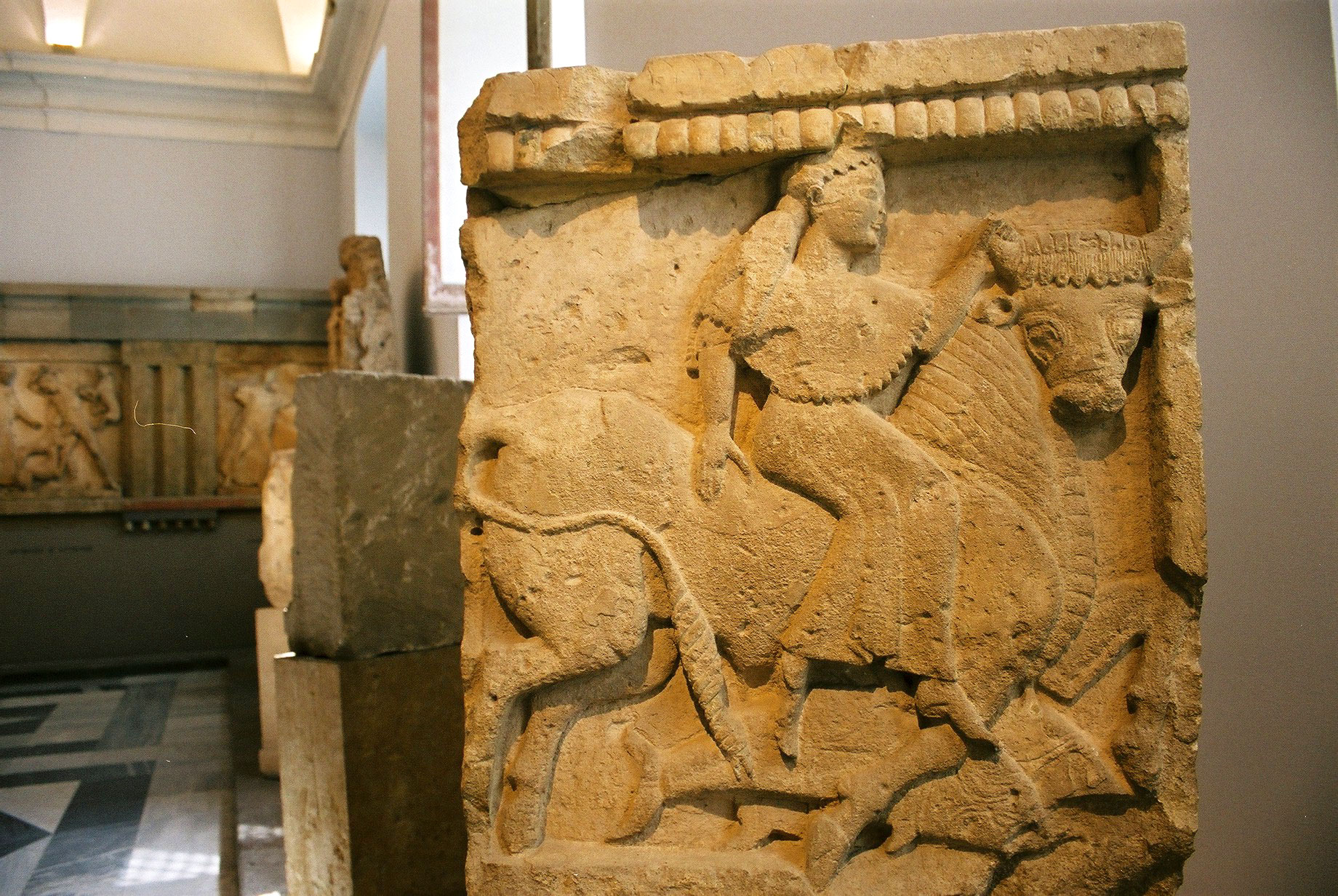
Europa sul toro: metopa dal Tempio Y

- A est del Tempio D vi è il basamento di un tempietto arcaico, il Tempio Y, detto anche "Tempio delle piccole metope", preceduto da un altare quadrato. Le metope rinvenutevi (altezza cm. 84), databili al 570 a.C., rappresentano: una sfinge di profilo accosciata, la triade delfica (Latona, Artemide, Apollo) in un rigido schema frontale, il ratto di Europa al di sopra del mare; altre due metope databili a circa il 560 a.C., reimpiegate nelle fortificazioni ermocratee, mostrano la quadriga di Demetra e Kore (oppure Elio e Selene? Apollo?), e una cerimonia eleusina con Demetra, Kore ed Ecate con la spiga di grano (le Moire?), sono tutte conservate al Museo Archeologico di Palermo.

Intorno ai Templi C e D vi sono le rovine di un villaggio bizantino del V secolo d.C., costruito con materiale di recupero. Il fatto che alcune case risultavano sepolte dal crollo delle colonne del Tempio C, ha dimostrato che il terremoto che ha portato al crollo dei templi selinuntini deve essere avvenuto in epoca altomedievale.
Verso nord l'acropoli presenta due quartieri della città (uno a ovest ed l'altro ad est della grande strada nord-sud), ricostruiti da Ermocrate dopo il 409 a.C.: le case sono modeste, edificate con materiali di recupero; alcune di esse mostrano delle croci incise, segno che furono adoperate come edifici cristiani o da parte di cristiani.
A nord, prima di raggiungere l'abitato, vi sono le grandiose fortificazioni a difesa dell'acropoli. Si articolano come una lunga galleria (originariamente coperta), parallela al tratto delle mura nord, con numerosi passaggi chiusi ad arco, seguita da un profondo fossato difensivo varcato da un ponticello, e con tre torri semicircolari ad ovest, nord e ad est. Girando all'esterno della torre nord – con un deposito di artiglieria alla base – si entra nella trincea rettilinea est-ovest con passaggi in entrambe le pareti. Le fortificazioni, attribuibili solo in piccola parte alla città antica, sono da riferire sostanzialmente alle ricostruzioni di Ermocrate e a interventi successivi (IV-III secolo a.C.). Infatti vi furono reimpiegati degli elementi architettonici, che dimostrano che alcuni dei templi erano stati abbattuti già nel 409 a.C.

### La collina Manuzza
A nord dell'acropoli, sulla collina di Manuzza, la strada moderna (strada 6) traccia il confine di un'area di forma grossomodo trapezoidale in cui si presume si dovesse trovare anche l'agorà. Tutta l'area era occupata dall'abitato di schema ippodameo – riconosciuto con fotografie aeree – lievemente divaricato rispetto all'asse dell'acropoli, ma con isolati allungati di m 190 x 32 rigorosamente orientati nord-sud, che originariamente era cinto da un muro difensivo. Nell'area non sono stati fatti ancora degli scavi sistematici, ma solo dei saggi i quali hanno comunque confermato che il luogo era abitato fin dalla fondazione di Selinunte (VII secolo a.C.), e che dunque non si tratta di una fase successiva di espansione della città. Dopo la distruzione di Selinunte, quest'area della città non fu più riabitata; i profughi tornati al seguito di Ermocrate, si insediarono unicamente sull'acropoli, in quanto era più facilmente difendibile.
Sulla collina Manuzza nel 1985 è stata rinvenuta una costruzione in tufo, probabilmente un edificio pubblico risalente al V secolo a.C..
A nord infine, oltre l'abitato, stanno due necropoli: quella di Manuzza e quella più antica (VII-VI secolo a.C.) in località Galera-Bagliazzo.

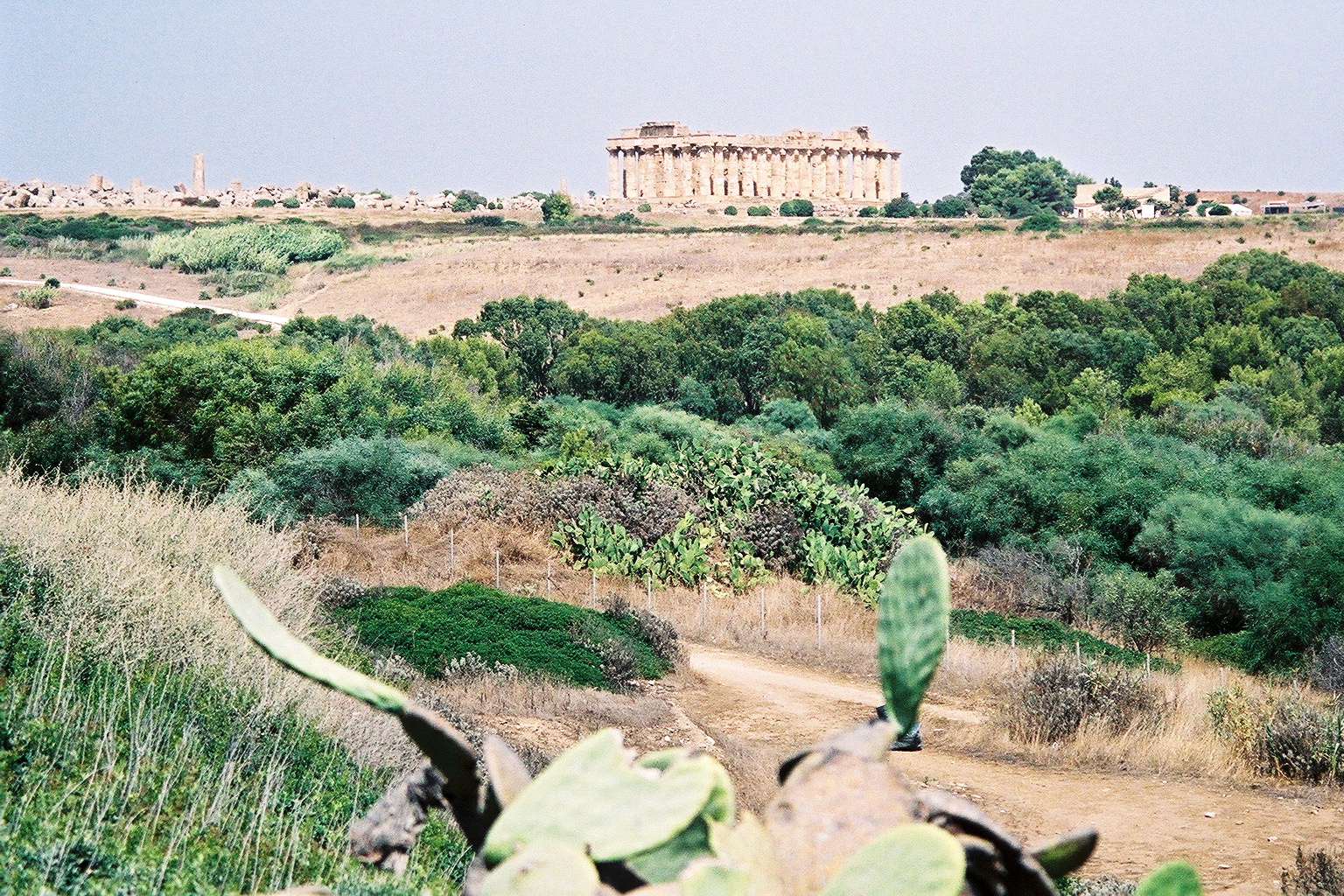
La collina orientale di Selinunte

### La collina orientale
Sulla collina orientale vi sono tre templi che, benché disposti lungo lo stesso asse nord-sud, tuttavia non sembra avessero un unico recinto sacro (tèmenos), come dimostrerebbe il muro di separazione esistente fra il Tempio E ed il Tempio F. Questo complesso sacro ha fortissime analogie con le pendici occidentali dell'acropoli Caria di Megara Nisea, madrepatria di Selinunte, elemento prezioso, forse indispensabile, per un discorso corretto sull'attribuzione dei culti praticati nei vari templi.

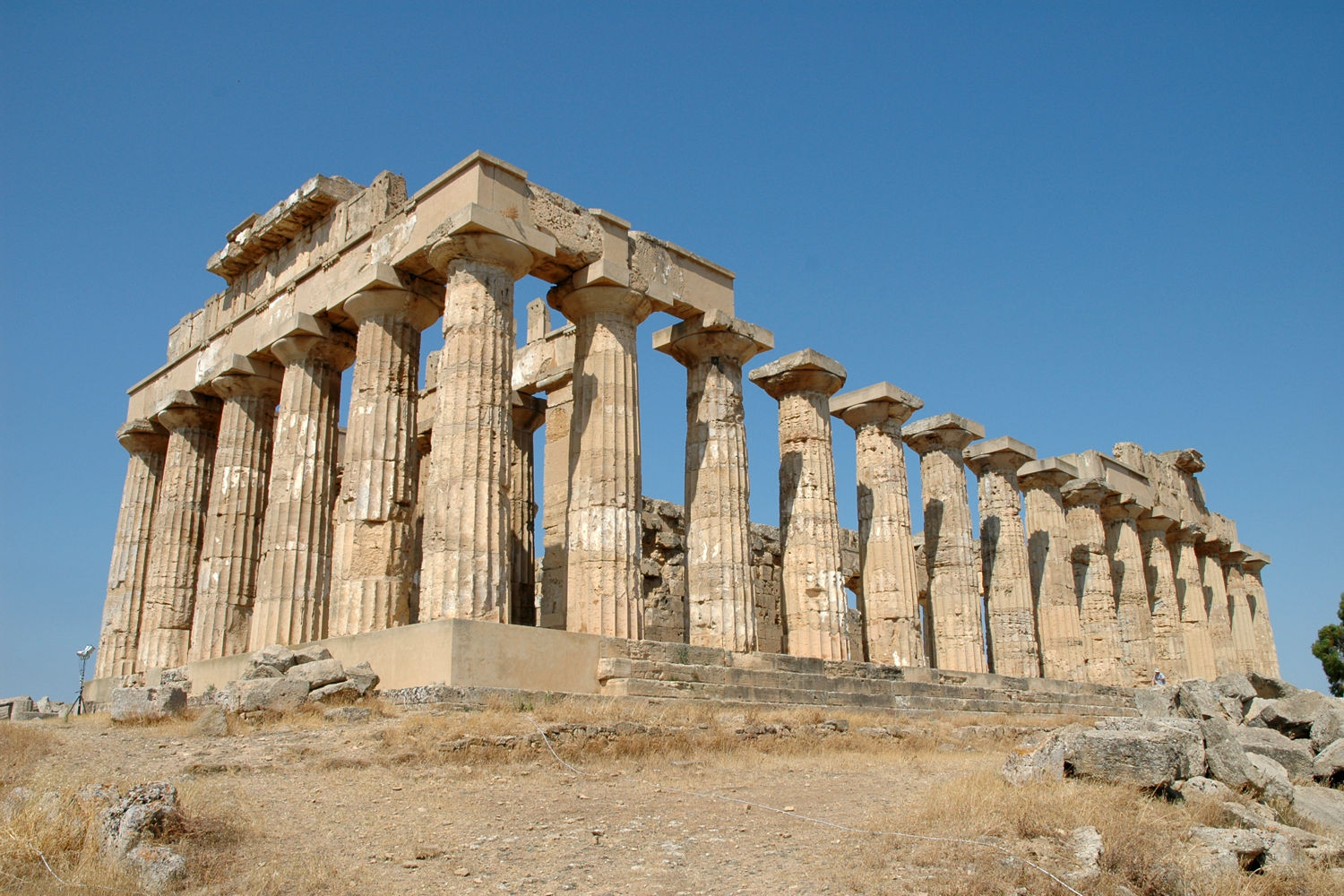
Il Tempio E, chiamato anche Tempio di Hera.

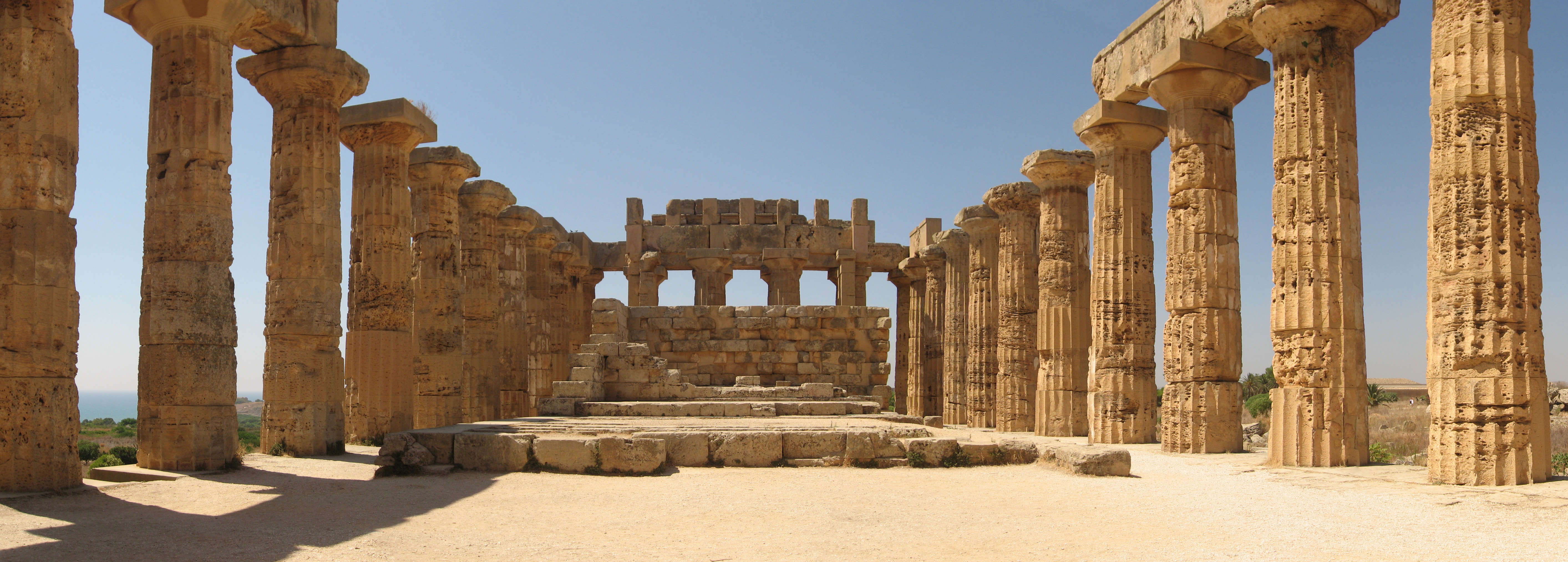
Tempio E (Tempio di Hera) - Veduta del suo interno

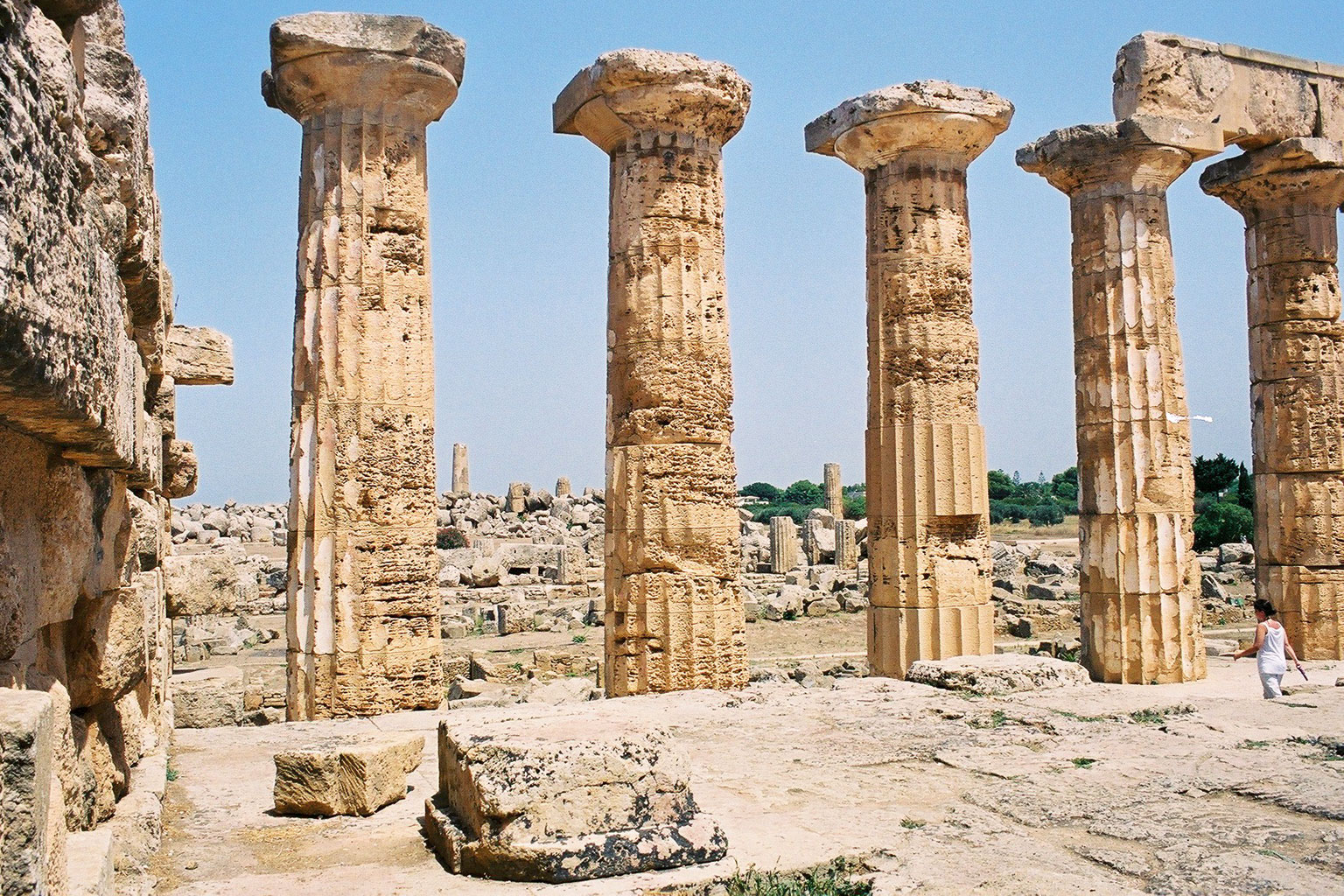
Resti di stucchi antichi sulle colonne del Tempio E

- Il Tempio E, il più recente dei tre, risale al 460-450 a.C. e ha una pianta molto simile a quella dei Templi A e O dell'Acropoli. Il suo attuale aspetto lo si deve all'anastilosi (ricomposizione e reinnalzamento di alcune sue colonne) effettuata tra il 1956 ed il 1959. Presenta un peristilio (lunghezza m 67,82; larghezza m 25,33) di 6 x 15 colonne (altezza m 10,19) con numerose tracce superstiti dell'originario stucco che le ricopriva. È un tempio caratterizzato da diverse scalinate che determinano un sistema di rialzamenti successivi: una prima di 10 gradini conduceva all'ingresso sul lato E; dopo il pronao in antis un'altra di 6 gradini conduceva nella cella; e per finire un'ultima di 6 gradini dava accesso – in fondo alla cella – all'adyton; dietro l'adyton, separato da esso, vi era l'opistodomo in antis. Un fregio dorico alla sommità delle pareti della cella era costituito da metope figurate, i cui personaggi avevano il corpo in arenaria locale mentre la testa e le parti nude dei corpi femminili erano in marmo pario; si sono conservate quattro metope intere raffiguranti (in stile severo): Eracle che uccide l'amazzone Antiope; le nozze di Zeus con Hera; Atteone che viene dilaniato dai cani di Artemide; Atena che uccide il gigante Encèlado; inoltre una quinta lacunosa: Apollo e Dafne (?); tutte conservate al Museo Archeologico di Palermo. Recenti sondaggi effettuati intorno e al di sotto del Tempio E hanno rivelato che esso è stato preceduto da altri due edifici sacri, di cui uno fu distrutto da un incendio nel 510 a.C. Il Tempio E era dedicato a Hera, come attesterebbe l'iscrizione di una stele votiva (IG XIV, 271); invece alcuni studiosi (Coarelli-Torelli), in base a confronti, deducono che debba trattarsi piuttosto di un tempio di Afrodite.

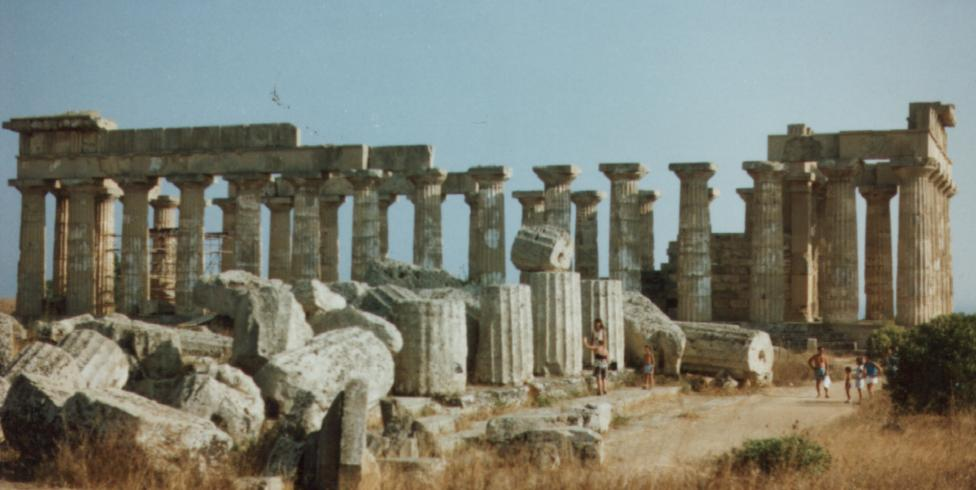
Collina orientale: il Tempio F in primo piano e il Tempio E ricostruito sullo sfondo

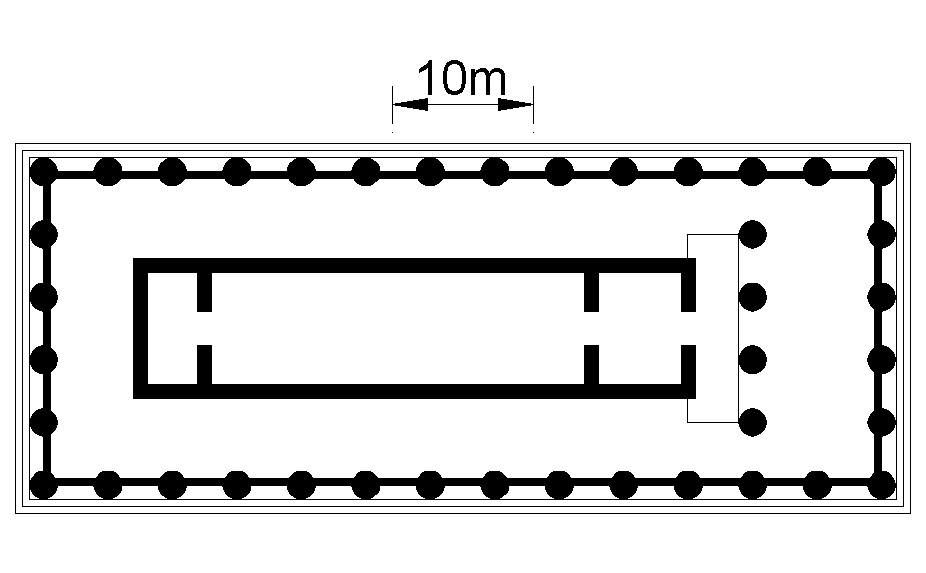
Pianta del Tempio F

- Il Tempio F, il più antico ma anche il più piccolo dei tre, fu costruito fra il 550 e il 540 a.C. su modello del Tempio C. È fra i templi quello che maggiormente ha subito spoliazioni. Presenta un peristilio (lunghezza m 61,83; larghezza m 24,43) di 6 x 14 colonne (altezza m 9,11) caratterizzato da chiusure in muratura (altezza m 4,70) tra gli intercolumni, con finte porte dipinte composte da lesene e architravi, mentre l'ingresso vero e proprio era a est. Non si conosce il motivo di questo apprestamento, veramente insolito per un tempio greco: si è pensato che fosse suggerito dalla necessità di proteggere i doni votivi; oppure di impedire ai profani la visione di riti particolari (misteri dionisiaci?) che venivano svolti al suo interno. L'interno è caratterizzato da un vestibolo delimitato da un secondo ordine di colonne, dal pronao, cella e adyton collegati in un insieme stretto e lungo (carattere arcaico). Dalla facciata est sono presenti due metope tardo arcaiche (datate al 500 a.C.) rinvenute durante gli scavi nel 1823, che rappresentano Atena e Dioniso in atto di colpire a morte due Giganti, oggi conservate nel Museo Archeologico Regionale di Palermo. Il Tempio F era dedicato forse ad Atena (Maiuri, Moscati), forse a Diòniso (Coarelli-Torelli).

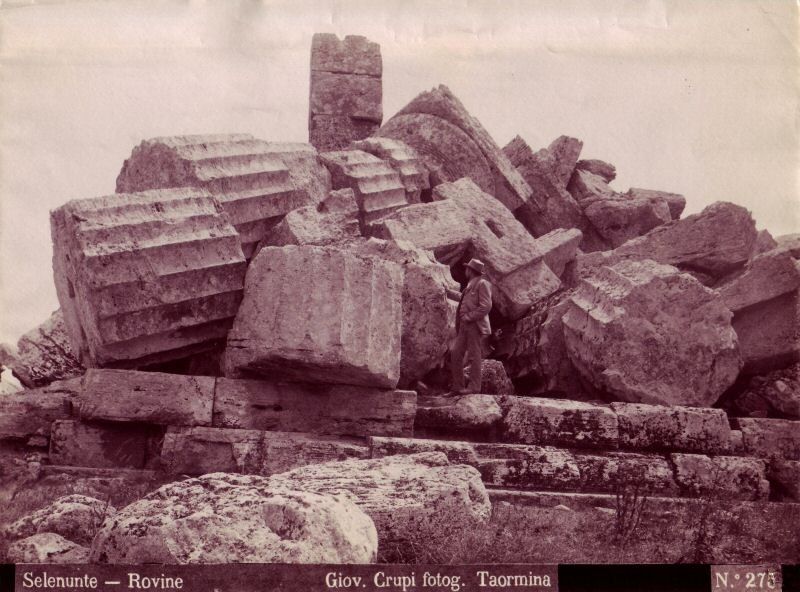
Il Tempio G in una vecchia foto di G. Crupi (ante 1925)

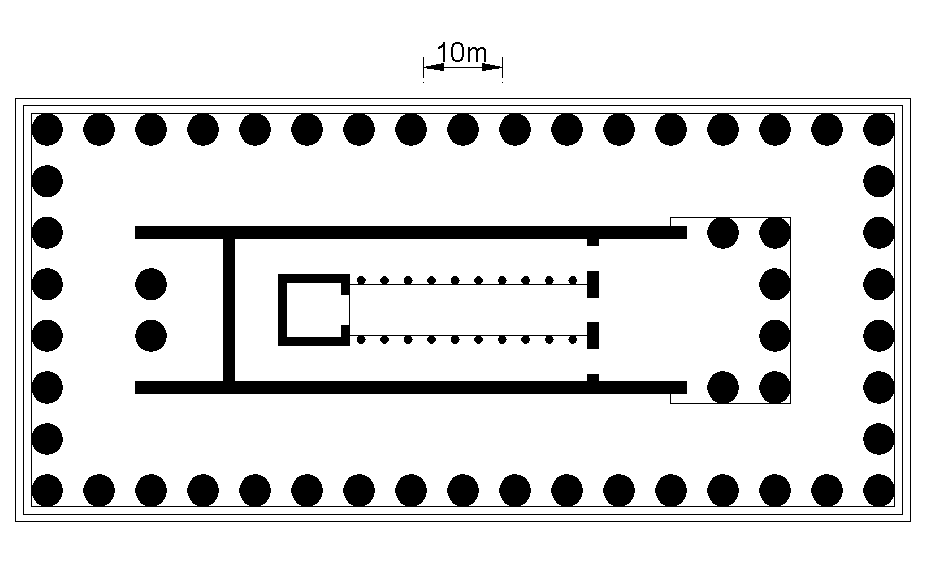
Pianta del Tempio G

Tempio G: "lu fusu di la vecchia"

- Il Tempio G è il più grande di Selinunte (lunghezza m 113,34; larghezza m 54,05; altezza m 30 circa) e uno dei maggiori del mondo greco[23]. La sua costruzione, pur protraendosi dal 530 al 409 a.C. (si notano variazioni di stile durante il lungo periodo costruttivo: dall'arcaico sul lato est al classico sul lato ovest), rimase tuttavia incompiuta, come risulta dall'assenza di scanalature in alcune colonne, e dall'esistenza di rocchi di colonne delle stesse dimensioni a km 10 di distanza, in fase di estrazione, nelle Cave di Cusa (vedi sotto). Tra il cumulo terrificante delle sue rovine, si riconosce un peristilio di 8 x 17 colonne (altezza m 16,27; diametro m 3,41) di cui sta in piedi una sola – ricomposta nel 1832 – (chiamata "lu fusu di la vecchia"). L'interno comprendeva: un pronao prostilo a 4 colonne con due profonde ante terminanti a pilastro, e tre porte di accesso all'ampia cella; una cella molto larga divisa in tre navate, di cui quella mediana probabilmente "ipetrale" (cioè a cielo aperto) caratterizzata da due file di 10 colonne più sottili che sostenevano una seconda fila di colonne ("galleria"), e da due scale laterali che portavano ai sottotetti; in fondo alla navata centrale vi è l'adyton separato dalle pareti della cella (soluzione tipica ed originale), all'interno del quale fu ritrovato il torso di un gigante ferito o morente e l'importantissima iscrizione chiamata "Grande Tavola Selinuntina" (vedi più sotto); e infine un opistodomo in antis non comunicante con la cella. Fra le rovine, di particolare interesse risultano: alcune colonne rifinite che mostrano tracce dello stucco colorato; i blocchi delle trabeazioni che presentano scanalature laterali a ferro di cavallo entro le quali venivano passate le funi per il loro sollevamento. Il Tempio G – che probabilmente aveva anche la funzione di tesoro della città – dall'iscrizione rinvenutavi sembra che fosse dedicato ad Apollo; oggi, in base a studi recenti, si propende ad attribuirlo a Zeus.

Ai piedi della collina, alla foce del fiume Cottone vi è il porto est; esteso per m. 600 circa verso l'interno e guarnito probabilmente da un molo o da una diga che si protendeva dall'acropoli, subì nel IV-III secolo a.C. delle trasformazioni: infatti fu allargato e fiancheggiato da banchine (orientate nord-sud) e da depositi. Dei due porti di Selinunte – attualmente insabbiati – il porto W, posto alla foce del fiume Selino-Modione, era quello principale.
I quartieri extra moenia, collegati alle attività emporiche, commerciali e portuali, erano sistemati invece su grossi terrazzamenti lungo le pendici della collina.
A nord dell'attuale villaggio Marinella, infine, si trova una necropoli in località Buffa.

### La collina occidentale Gàggera e il santuario della Malophòros
Sulla collina occidentale vi si giunge per un sentiero che parte dall'acropoli ed attraversa il fiume Modione.

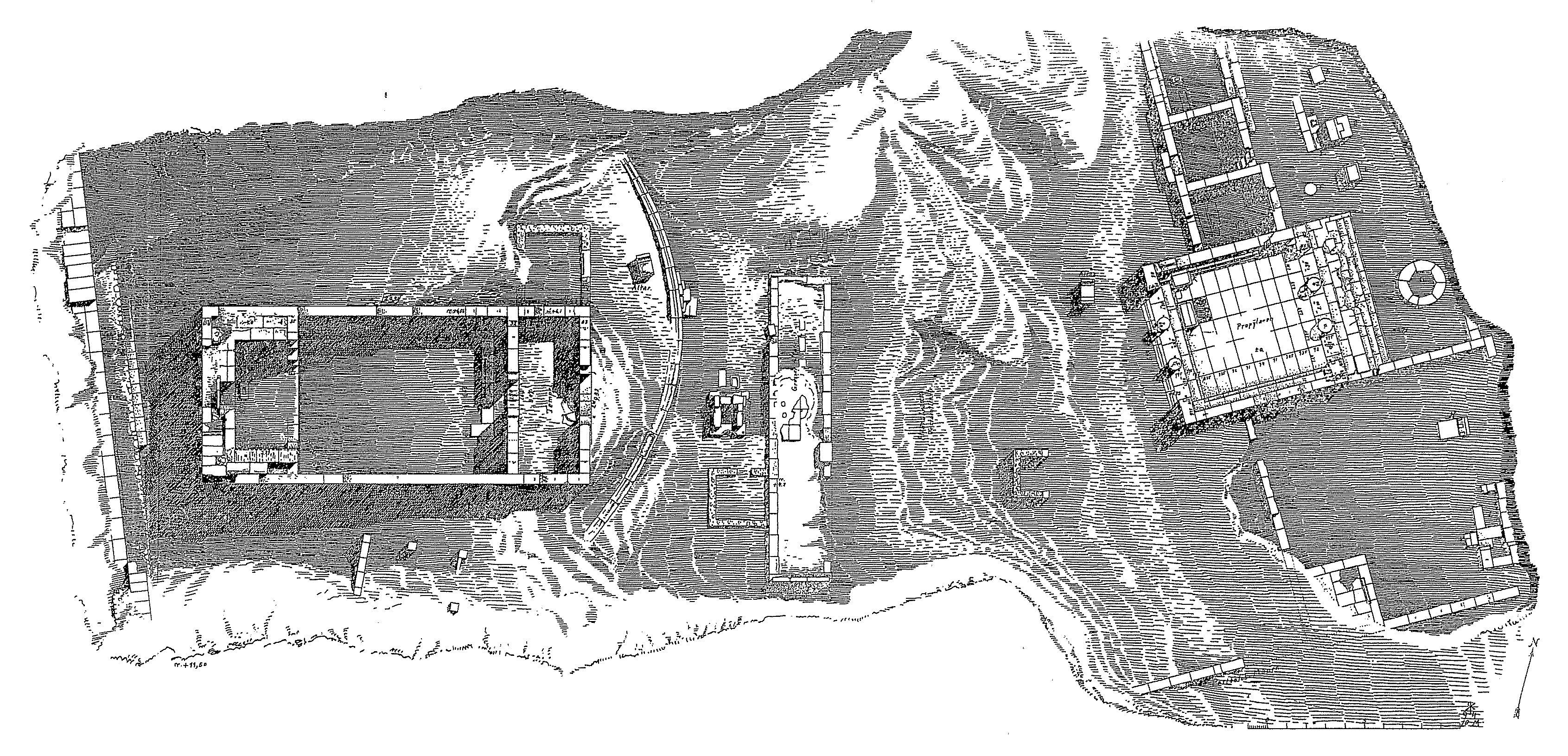
Pianta del Santuario della Malophòros (da Koldewey, 1899)

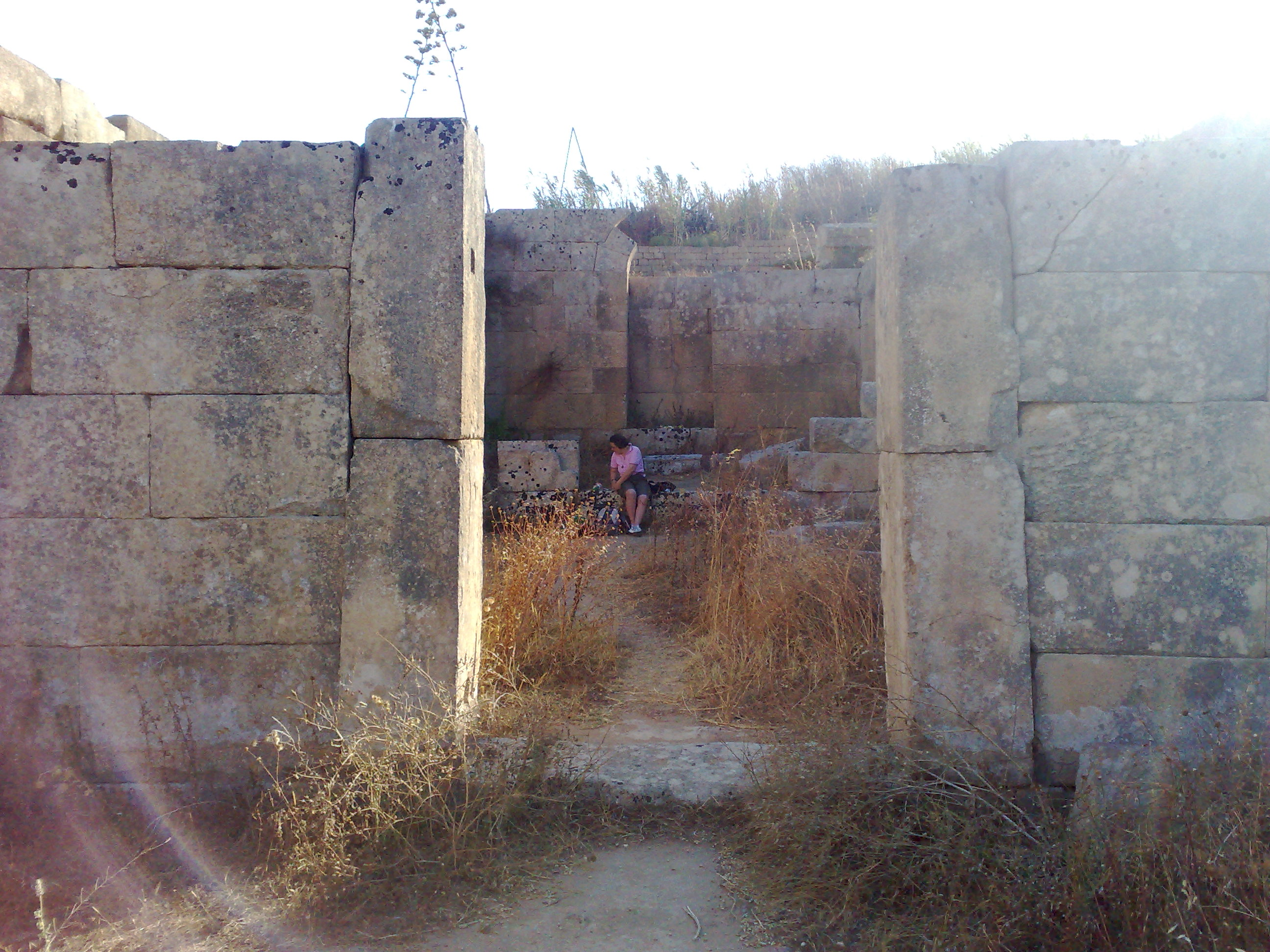
Megaron della Malophòros

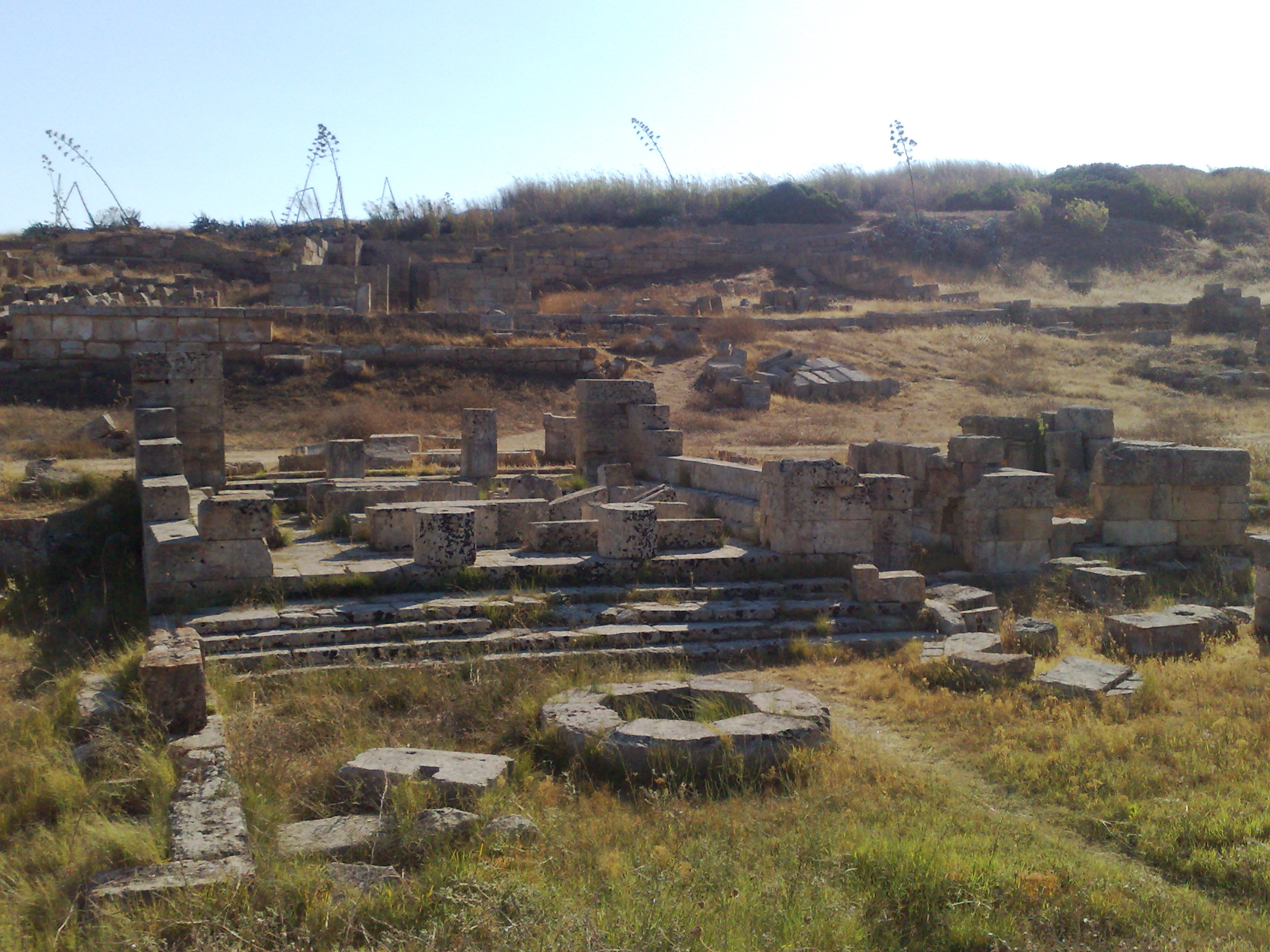
Tempio di Hekate

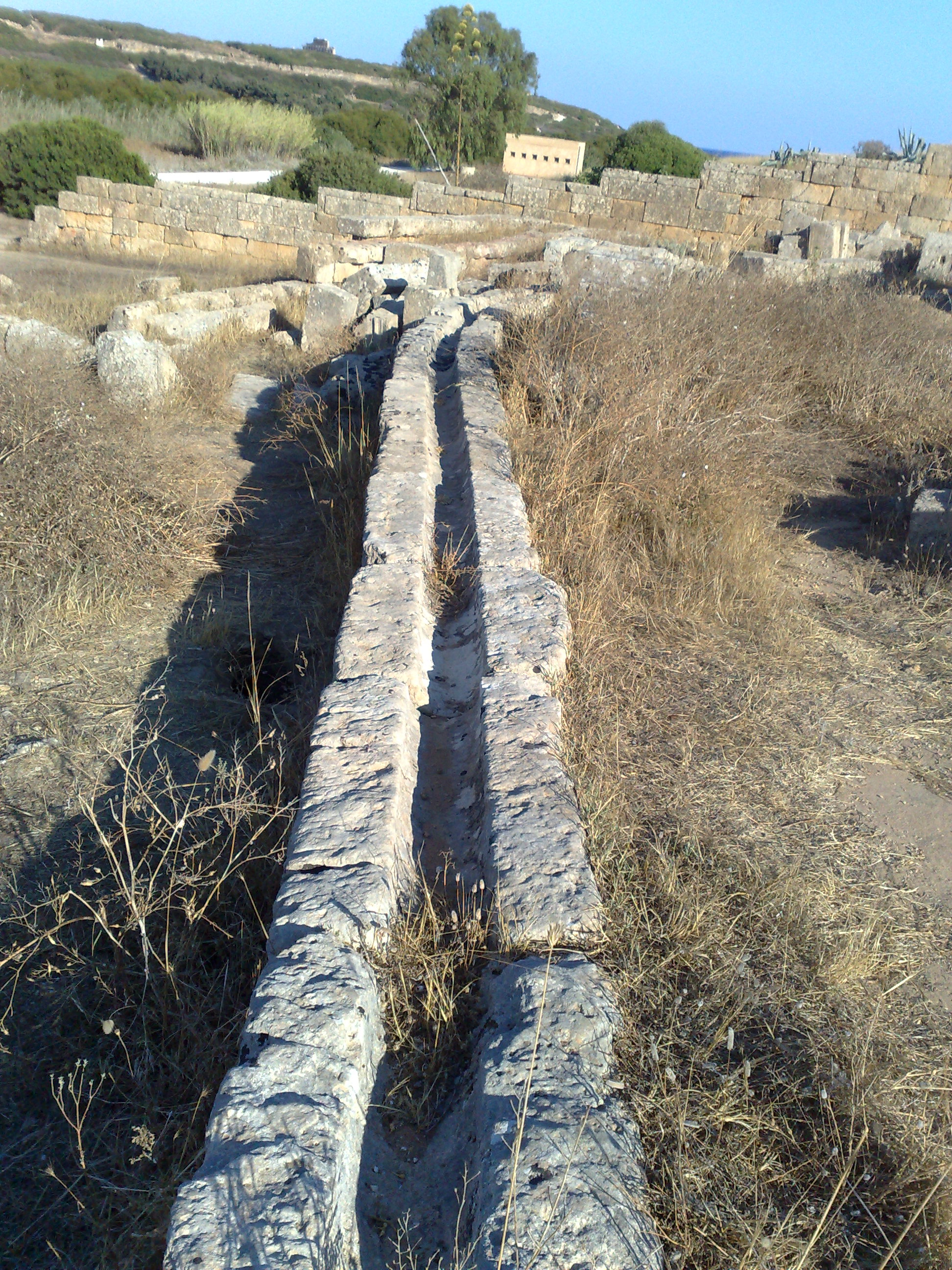
lunga canaletta

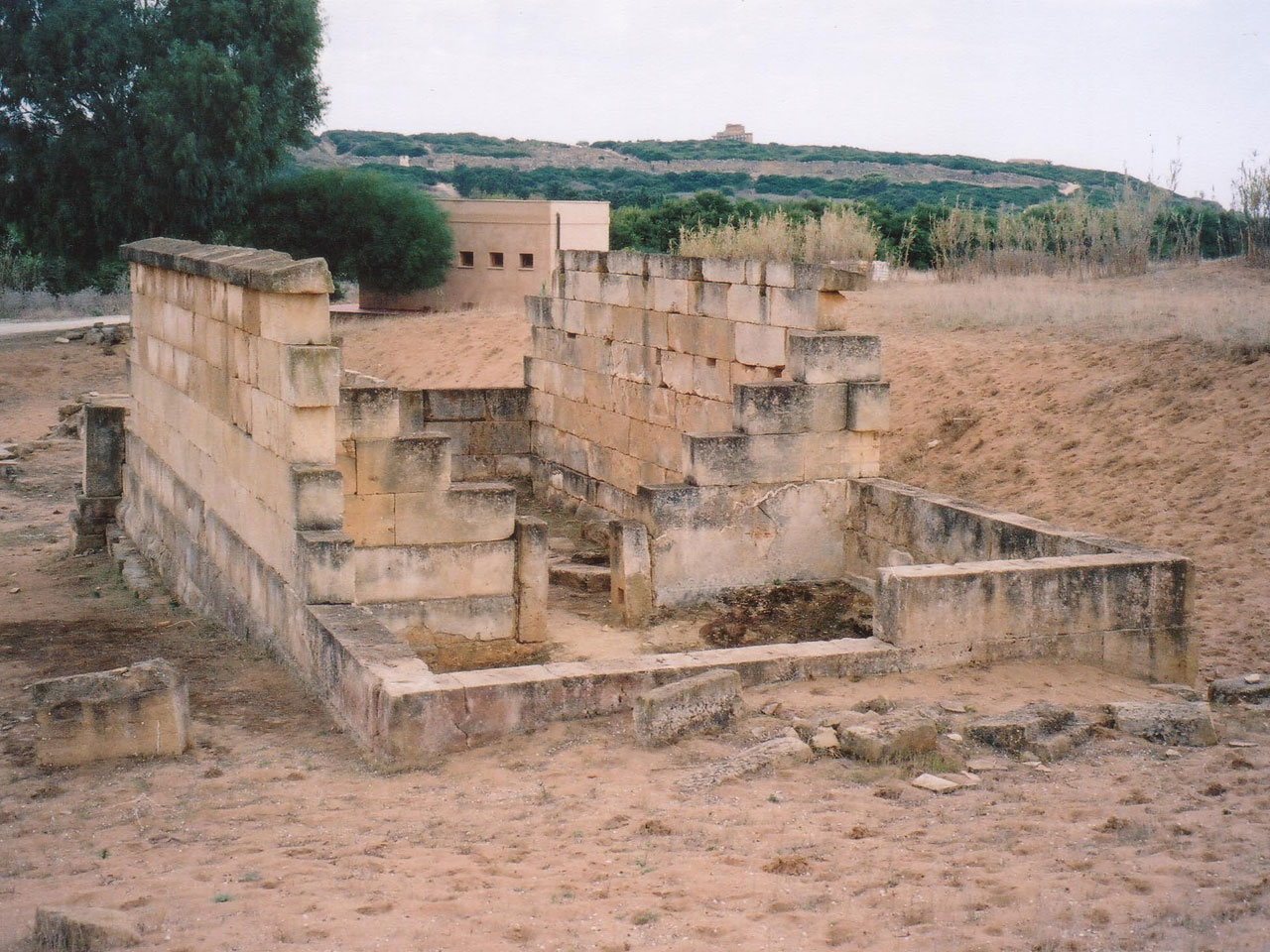

In contrada Gàggera si incontrano i resti del più antico santuario selinuntino dedicato alla dea della fertilità, il Santuario di Dèmetra Malophòros, scavato a più riprese fra il 1874 ed il 1915. Costruzione complessa, molto rimaneggiata ed altrettanto danneggiata, fu eretta nel VI secolo a.C. sul declivio sabbioso della collina; serviva probabilmente da stazione dei cortei funebri che proseguivano poi per la necropoli di Manicalunga.
Agli inizi il luogo, sicuramente privo di qualsiasi costruzione, prevedeva pratiche cultuali all'aperto intorno a qualche ara; solo in seguito all'erezione del tempio e dell'alto muro di recinzione (tèmenos), esso fu trasformato in santuario.
Questo consiste in un recinto quadrangolare (m 60 x 50) al quale si accede sul lato E attraverso un propileo quadrato in antis – costruito nel V secolo a.C. – preceduto da una piccola gradinata e da una struttura circolare; all'esterno del muro di recinzione, il propileo è affiancato dai resti di un lungo porticato (stoà) fornito di sedili per i pellegrini, davanti al quale si evidenziano diversi altari o donarii. All'interno del temenos, invece, al centro, vi è il grande altare (lunghezza m 16,30; larghezza m 3,15), rinvenuto colmo di ceneri, di ossa animali e di altri resti di sacrifici; esso mostra un'aggiunta verso sud-ovest, mentre i resti di un precedente altare arcaico sono visibili presso la sua estremità nord-ovest, ed un pozzo quadrato è posto in direzione del tempio. Tra l'altare ed il tempio vi è inoltre un canale in pietra che, provenendo da N, attraversa tutta l'area portando al santuario acqua da una vicina sorgente.
Subito oltre il canale vi è il vero e proprio Tempio di Demetra a forma di mègaron, (lunghezza m 20,40; larghezza m 9,52), privo di basamento e di colonne, con pronao, cella e adyton con nicchia voltata nella parete di fondo; un ambiente di servizio rettangolare si appoggia al lato nord del pronao. Il mègaron ebbe una fase più antica, riconoscibile però solo a livello di fondazione. A sud del tempio vi sono una struttura quadrata e una struttura rettangolare a ridosso del muro di cinta, di non chiara funzione; a nord del tempio, un'altra struttura a due vani, comunicante sia con l'interno sia con l'esterno del recinto sacro, costituisce forse un ingresso secondario al tèmenos, rimaneggiato in epoca tarda.
Del muro di recinzione, il lato sud fu periodicamente rinforzato per trattenere le spinte del terreno sabbioso. A sud del propileo, addossato al muro di cinta, vi è un recinto dedicato ad Ecate: di forma quadrata, il sacello è posto nell'angolo E presso un ingresso al recinto, mentre nell'angolo sud vi è un piccolo spazio quadrato pavimentato a lastre, di ignota destinazione. A m 15 in direzione nord, un altro recinto quadrangolare (m 17 di lato) è dedicato a Zeus Meilìchios e Pasikràteia (Zeus "dolce come il miele" e Persefone): molto rimaneggiato – tanto che non sempre è facile comprenderne le varie strutture – fu eretto alla fine del IV secolo a.C. È costituito da: un recinto circondato su due lati da colonne di tipo diverso, attribuibili ad un porticato rifatto in epoca ellenistica; un piccolo tempio prostilo in antis (lunghezza m 5,22; larghezza m 3,02) posto in fondo al recinto, con colonne monolitiche di tipo dorico, ma trabeazione di tipo ionico; due altari al centro dell'area. All'esterno, ad ovest, erano state collocate dai fedeli diverse piccole stele coronate dalle immagini della coppia divina (due volti: uno maschile e l'altro femminile) rese con pochi tratti incisi: rinvenute insieme a ceneri e resti di offerte, testimoniano il convergere del culto greco di divinità ctonie con la religiosità punica.
Moltissimi sono i reperti provenienti dal santuario della Malophòros (tutti conservati al Museo di Palermo): arule scolpite con scene mitologiche; circa 12.000 figurine votive di offerenti maschili e femminili in terracotta (alcune delle quali ricavate dalla stessa matrice), databili tra il VII e il V secolo a.C.; grandi busti-incensieri che raffigurano Demetra e forse Tanit; una grande quantità di ceramica corinzia (del primo corinzio e del tardo proto-corinzio); un bassorilievo raffigurante il ratto di Persefone da parte di Ade proviene dalla zona dell'ingresso al recinto. I materiali cristiani rinvenuti (soprattutto lucerne col monogramma XP), provano la presenza dal III al V secolo d.C. di una comunità religiosa cristiana nell'area del santuario.
Ad ovest del santuario della Malophòros vi è la necropoli più vasta di Selinunte, quella in località Pipio, Manicalunga e Timpone Nero. Nelle numerosissime tombe a cassa con copertura a lastre di tufo, si sono rinvenuti soprattutto vasi attici del VI e V secolo a.C.; ma non mancano tombe del VII secolo a.C., e neppure tombe non elleniche. In generale le necropoli di Selinunte sono per l'85% a inumazione, e non presentano corredi particolarmente ricchi.
Procedendo lungo le pendici della collina della Gàggera, poco oltre si raggiunge la sorgente da cui si approvvigionava di acqua il Santuario della Malophòros; a m 50 a valle di essa, vi è un edificio già creduto un tempio (il cosiddetto Tempio M), in realtà si tratta di una fontana monumentale. Di forma rettangolare (lunghezza m 26,80; larghezza m 10,85; altezza m 8), costruita con blocchi squadrati, era formata da una cisterna (cosiddetta "cella"), un bacino chiuso protetto da un portico a colonne (cosiddetto "pronao"), e una gradinata di accesso a quattro gradini (cosiddetto "altare") con vasta area lastricata antistante. L'edificio, che aveva forme doriche, si data alla metà del VI secolo a.C. principalmente per le terrecotte architettoniche rinvenutevi. I frammenti di metope con Amazzonomachia, invece, seppure rinvenuti nei paraggi, non sono pertinenti all'edificio, che aveva metope lisce e di misura minore.
Un altro mègaron è stato scoperto di recente a poche centinaia di metri dal santuario della Malophòros, in direzione nord-est.

### Le necropoli
Attorno a Selinunte possono essere individuate alcune aree adibite a necropoli.
- Buffa (fine del VII e VI secolo a.C.): a nord della collina orientale. Caratteristica del sito una fossa votiva triangolare (m 25 x 18 x 32) con terrecotte, vasi e resti di animali di probabili sacrifici[21].
- Galera Bagliazzo (dal VI secolo a.C.): a nord est della collina Mannuzza. Qui, nelle tombe scavate nel tufo, non sempre singole, sono stati rinvenuti suppellettili di vari stili. Nel 1882 è stata portata alla luce la statua denominata Efebo di Selinunte oggi visitabile in un museo nei pressi dell'acropoli.
- Pipio Bresciana e Manicalunga Timpone Nero (VI - V secolo a.C.): a ovest della collina Gaggera è la più estesa necropoli di Selinunte. Non è ancora chiaro, vista la lontananza dal centro della città, se fosse effettivamente la necropoli della città o piuttosto quella di un'area suburbana. Oltre al rito dell'inumazione sono state trovate anfore e pithoi che testimoniano anche del rito della cremazione. I sarcofagi sono in terracotta o in tufo. Sono presenti anche camere coperte[21].

## Le cave di Cusa

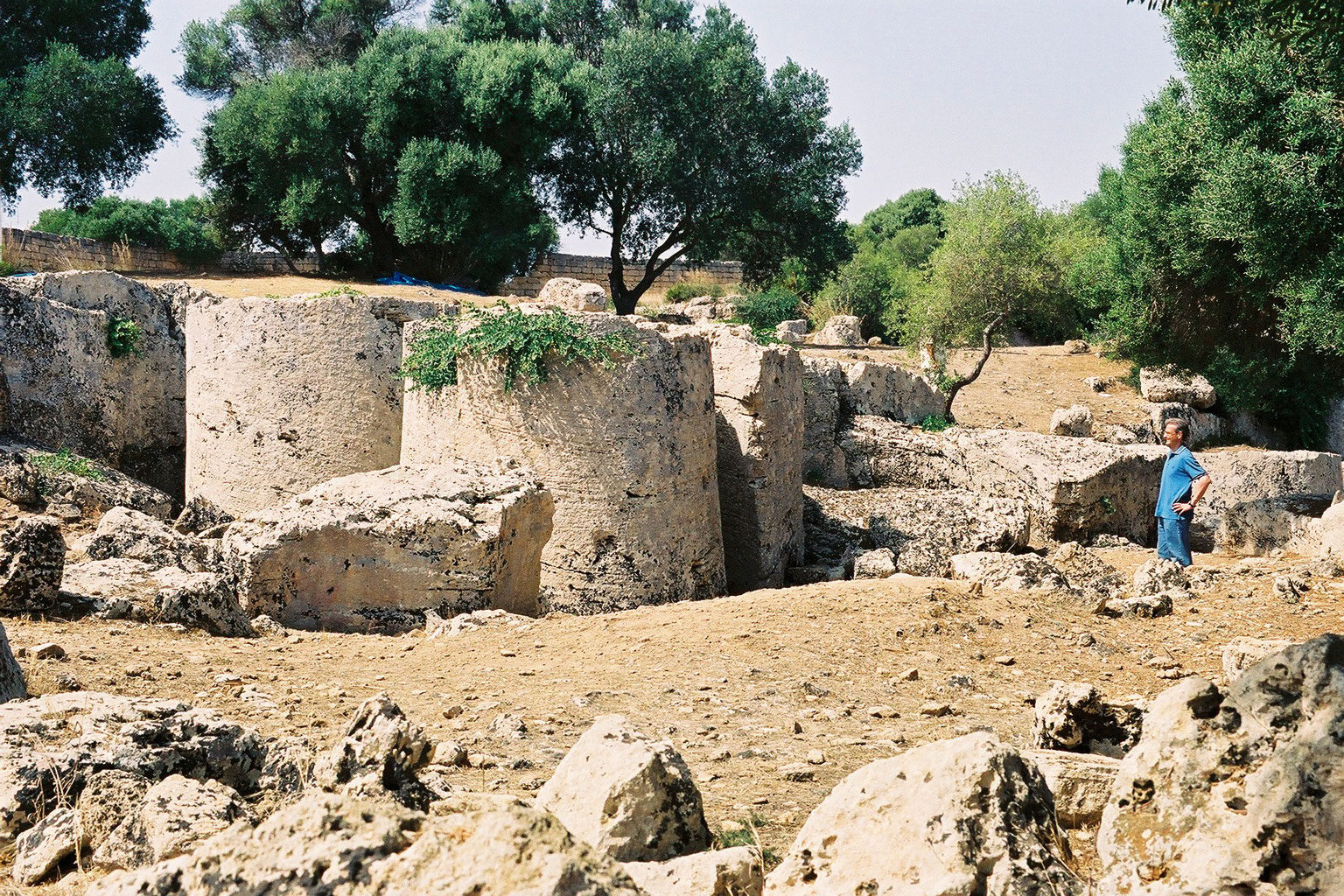
Cave di Cusa: due rocchi di colonna destinati al Tempio G, ancora attaccati al banco roccioso

Le Cave (o Rocche) di Cusa, caratterizzate da banchi di calcarenite, si trovano presso Campobello di Mazara, a 13 km da Selinunte. Si tratta delle cave di pietra da cui veniva estratto il materiale per le costruzioni selinuntine. L'elemento più significativo che vi si nota è la brusca interruzione dei lavori di estrazione, di lavorazione e di trasporto dei rocchi di colonna, dovuta alla minaccia che incombeva sulla città nel 409 a.C. per l'improvviso sopraggiungere dell'esercito cartaginese. La repentina fuga dei cavatori, degli scalpellini e degli operai addetti, ha fatto sì che tutte le varie fasi di lavorazione oggi si possano non solo riconoscere ma anche seguire: dalle prime profonde incisioni circolari, fino ai rocchi finiti che attendevano soltanto di essere trasportati via.
Oltre a rocchi di colonne, nelle cave è possibile riconoscere anche qualche capitello, come pure incisioni rettangolari per ricavare dei blocchi squadrati, tutti destinati ai templi di Selinunte. Alcune gigantesche colonne – sicuramente destinate al Tempio G – si notano nella zona ovest delle Rocche di Cusa, allo stato ancora di primo abbozzo. Dei rocchi già estratti, alcuni erano pronti per essere trasportati via; altri, già in viaggio alla volta di Selinunte, furono abbandonati e si riconoscono lungo la strada.

## Arte e reperti da Selinunte

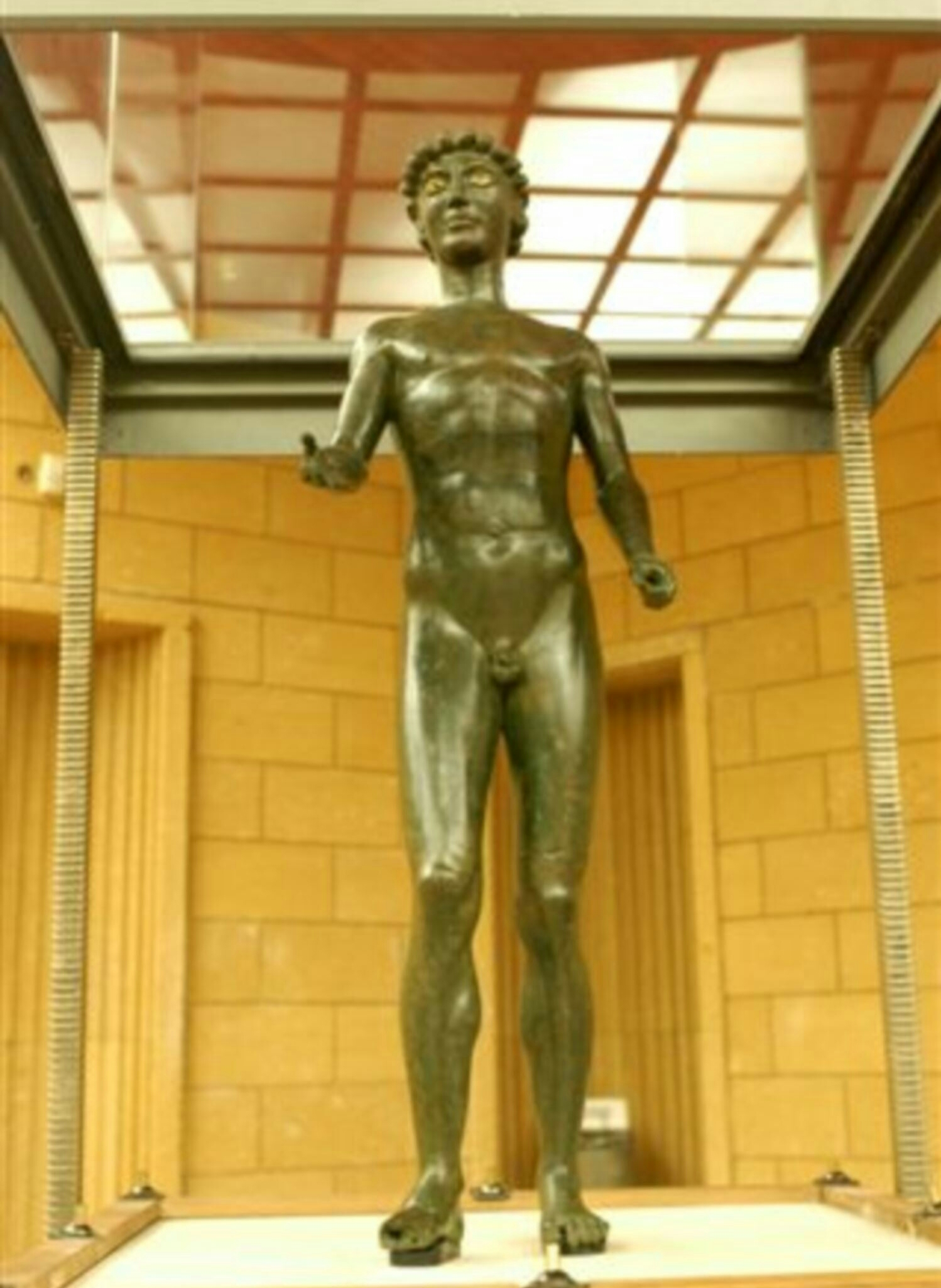
La statua bronzea dell'Efebo, custodita al museo selinuntino di Castelvetrano

- Nell'adyton del Tempio G fu rinvenuta nel 1871 la "Grande Tavola Selinuntina": essa contiene un vero e proprio catalogo dei culti praticati a Selinunte, rappresentando così il testo base per ogni tentativo di attribuzione dell'uno o dell'altro ai vari templi selinuntini. In essa si legge: "I Selinuntini sono vittoriosi grazie agli dei Zeus, Fobos, Eracle, Apollo, Poseidone, i Tindaridi, Atena, Demetra, Pasikrateia e altri dei, ma soprattutto grazie a Zeus. Dopo la restaurazione della pace, è stato decretato che un'opera realizzata in oro con l'iscrizione dei nomi delle divinità, con in testa Zeus, venisse deposta nel tempio di Apollo, essendo disponibili per tale scopo sessanta talenti d'oro" (corrispondenti a 1,617 tonnellate di oro nel sistema euboico-attico; oppure a 2,217 tonnellate nel sistema eginetico).
- Importantissima è l'arte figurativa di Selinunte raccolta – ad eccezione dei pezzi trafugati e disseminati nel mondo – nel Museo Archeologico di Palermo. I contatti che Selinunte ebbe con popoli non greci (Siculi, Elimi, Cartaginesi) hanno determinato uno sviluppo artistico piuttosto originale, che si ravvisa soprattutto nella realizzazione delle metope (per la loro descrizione, vedi più sopra sotto i vari templi). Selinunte è l'unica colonia greca in Sicilia dove sia attestata ininterrottamente per circa due secoli l'attività di botteghe di scultori dotati di un linguaggio proprio e autonomo, che mostra l'introduzione del gusto ionico in una tradizione eminentemente dedalica di origine peloponnesiaca.
- L'Efebo di bronzo che offre una libagione – conservato nel museo comunale di Castelvetrano – di stile severo con componenti del mondo greco d'occidente, è databile al 470 a.C.; rappresenta – insieme all'ariete di Siracusa – le uniche opere in bronzo di grandi dimensioni di epoca greca ritrovate in Sicilia.
- Le necropoli hanno dato numerosissimi vasi protocorinzi e corinzi, rodii, attici a figure nere: in essi non si riconoscono caratteristiche peculiari locali, sicché l'originalità artistica selinuntina è effettivamente da ravvisare nella scultura delle metope e nell'architettura templare piuttosto che non nella produzione vascolare.
- Del ricchissimo materiale votivo rinvenuto nel Santuario della Malophòros (statuette in terracotta, ceramiche, busti-incensieri, arule, un bassorilievo raffigurante il ratto di Persefone da parte di Ade, e le lucerne cristiane), si è già detto sopra. È interamente conservato e in parte esposto nel Museo Archeologico di Palermo.